# Biserica Sfântul Vasile din Nocrich

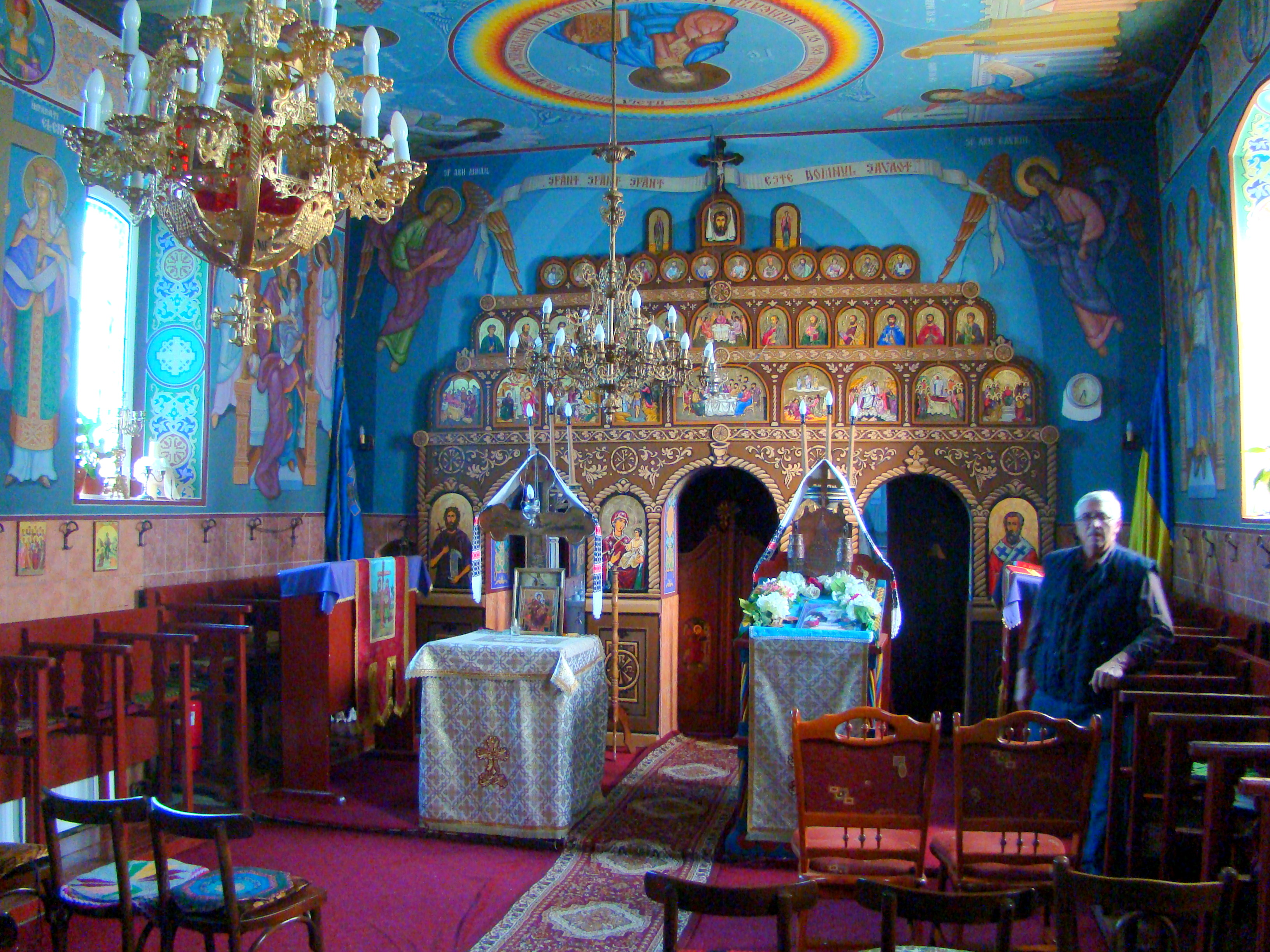
Nava spre iconostas (în partea dreaptă preotul Aurel Avram)

Biserica Sfântul Vasile este un monument istoric aflat pe teritoriul satului Nocrich, comuna Nocrich, județul Sibiu.

## Localitatea
Nocrich (în dialectul săsesc Löschkirk, Laeschkirik, Leškirich, în germană Leschkirch, Löschkirch, în maghiară Újegyház, este satul de reședință al comunei cu același nume din județul Sibiu, Transilvania, România. Prima menționare documentară este din anul 1263, cu denumirea Nogrech.

## Istoric și trăsături
Biserica este așezată în partea vestică a localității. A fost zidită între anii 1820-1832, prin donațiile credincioșilor ortodocși și munca enoriașilor (40 de familii) și a fost sfințită de episcopul Vasile Mangra. Biserica ocupă o suprafață de 252 m2, are formă de navă, cu altarul despărțit printr-un perete de cărămidă, pe care s-a aplicat iconostasul din lemn, executat și pictat de pictorul Mircea Boeriu din Blaj, în anul 2004. În decursul existenței, biserica a suferit reparații importante în anii 1894, 1905, 1927, 1946, 1975, 1991, 2003, 2004. A fost pictată între anii 2006-2008, de către pictorul bisericesc Ioan Dobre, din donațiile credincioșilor și cu ajutorul Primăriei.
Începând cu anul 1760 la Nocrich a funcționat Tractul (Protopopiatul) Nocrich și Cincu Mare, până în anul 1903, când a fost mutat la Agnita. După Conscripția de la 1760-1762, se amintește de Scaunul săsesc Nocrich și Tractul sau Protopopiatul Nocrich, de care aparțineau parohiile: Nocrich (39 familii), Alțâna (75 familii), Ghijasa de Jos (55 familii), Pelișor și Hosman (44 familii), Marpod (51 familii), Benești (136 familii), Săsăuș (199 familii), Fofeldea (238 familii), Ilimbav (181 familii), Țichindeal (92 familii). Șirul protopopilor de Nocrich: Ștefan Radovici, 1805, Nicolae Popea (1867-1870), Grigorie Maier (1870-1881), Nicolae Maier (1901-1903).

## Imagini din exterior

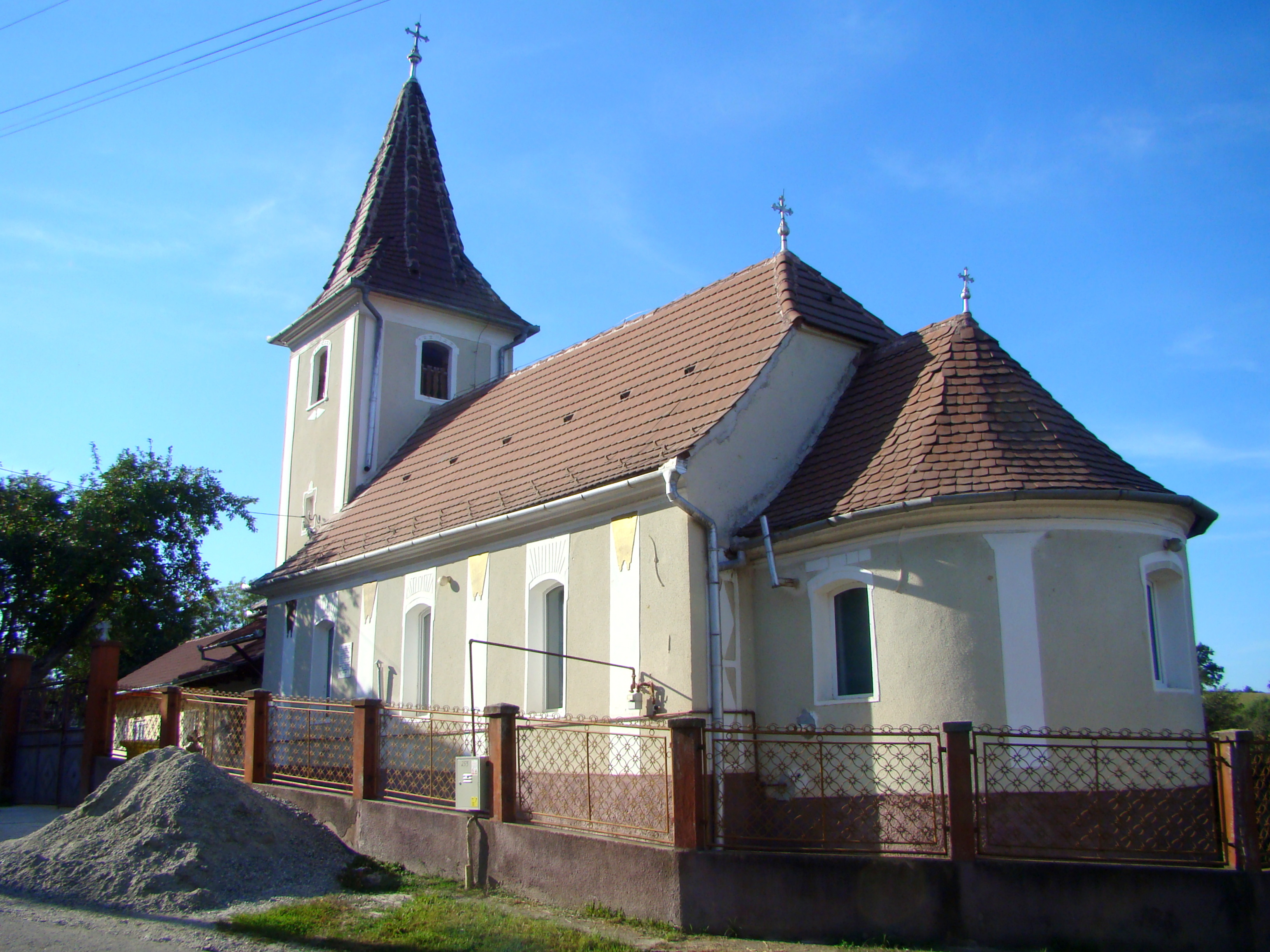
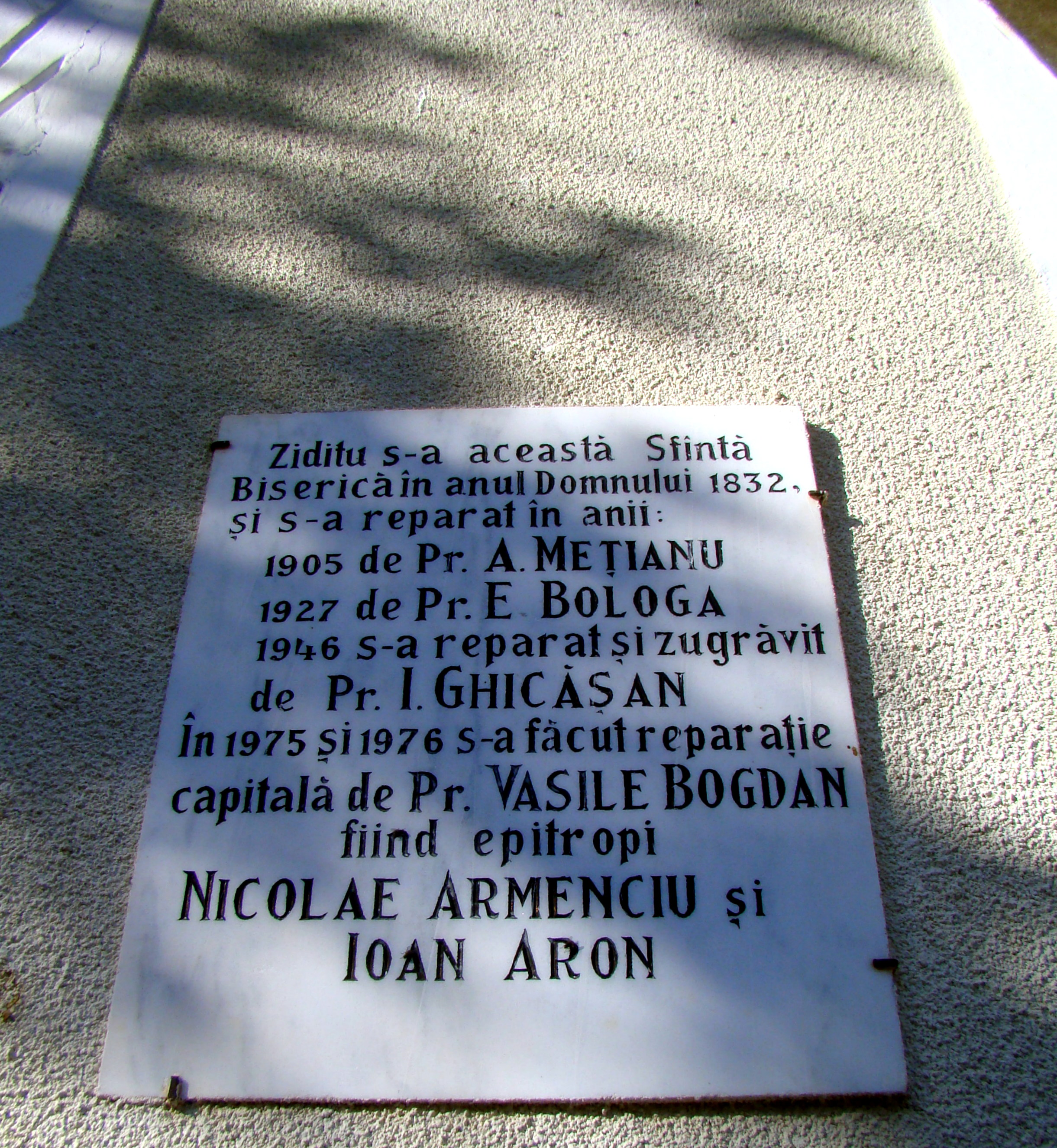
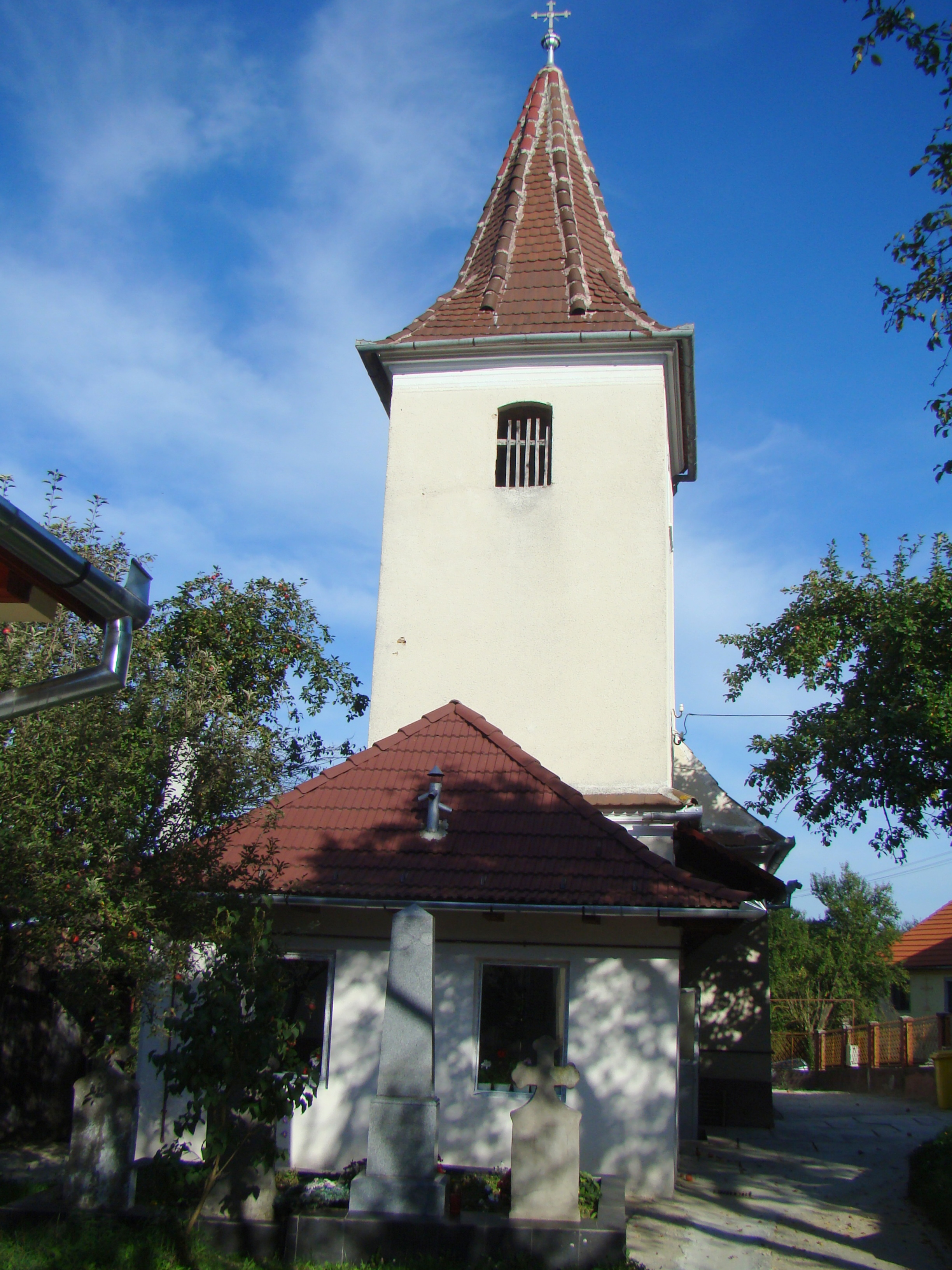
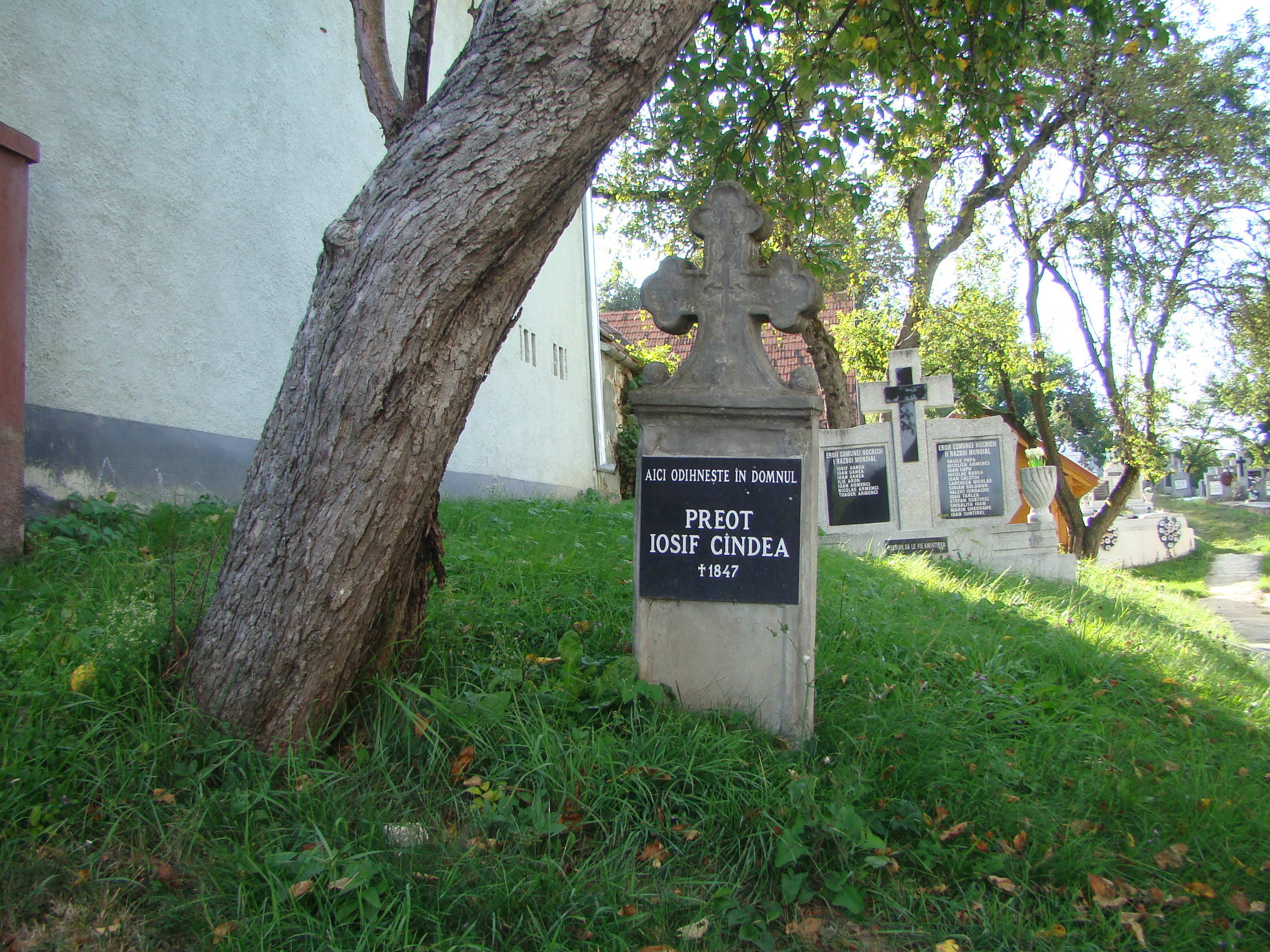
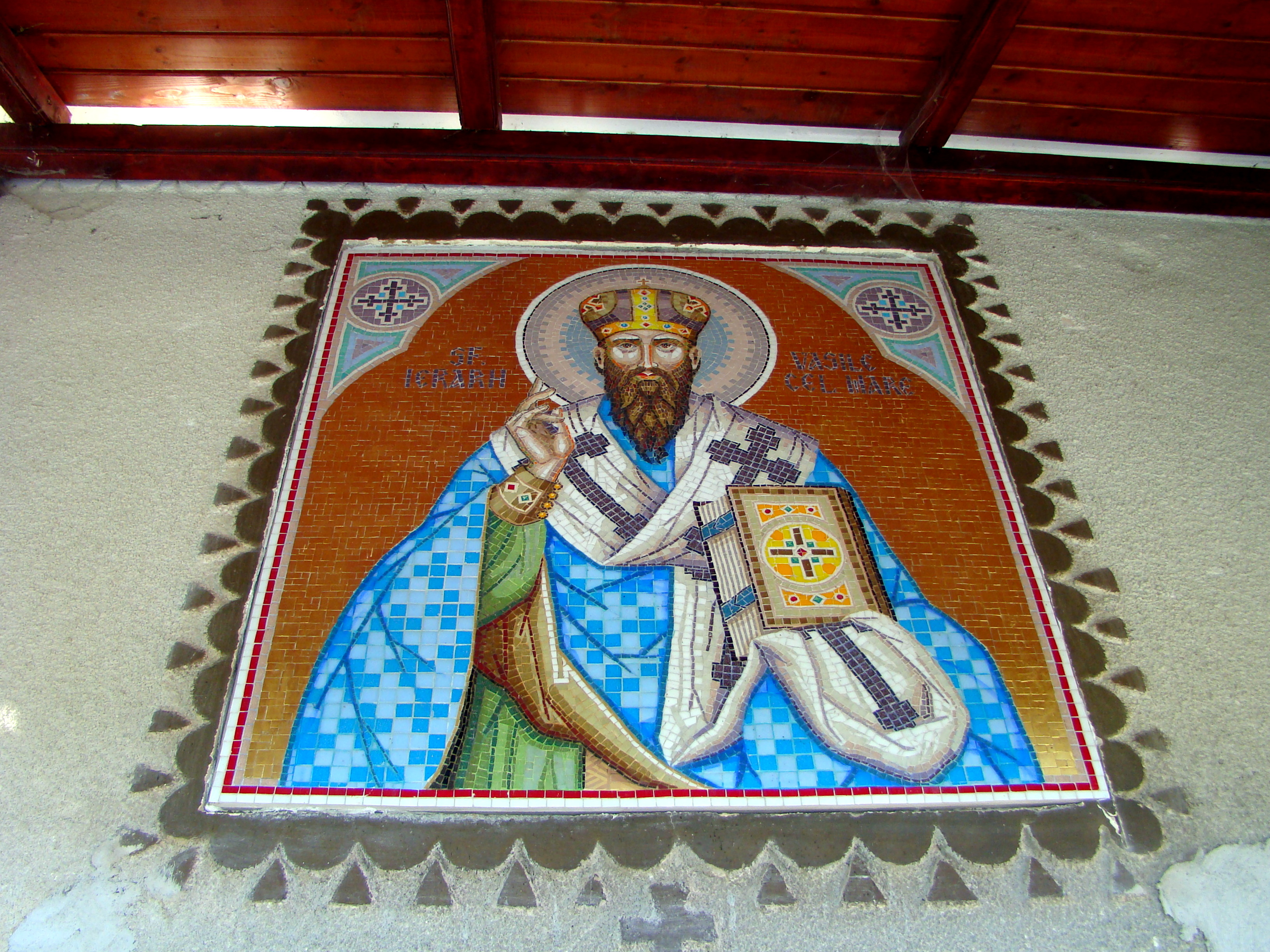
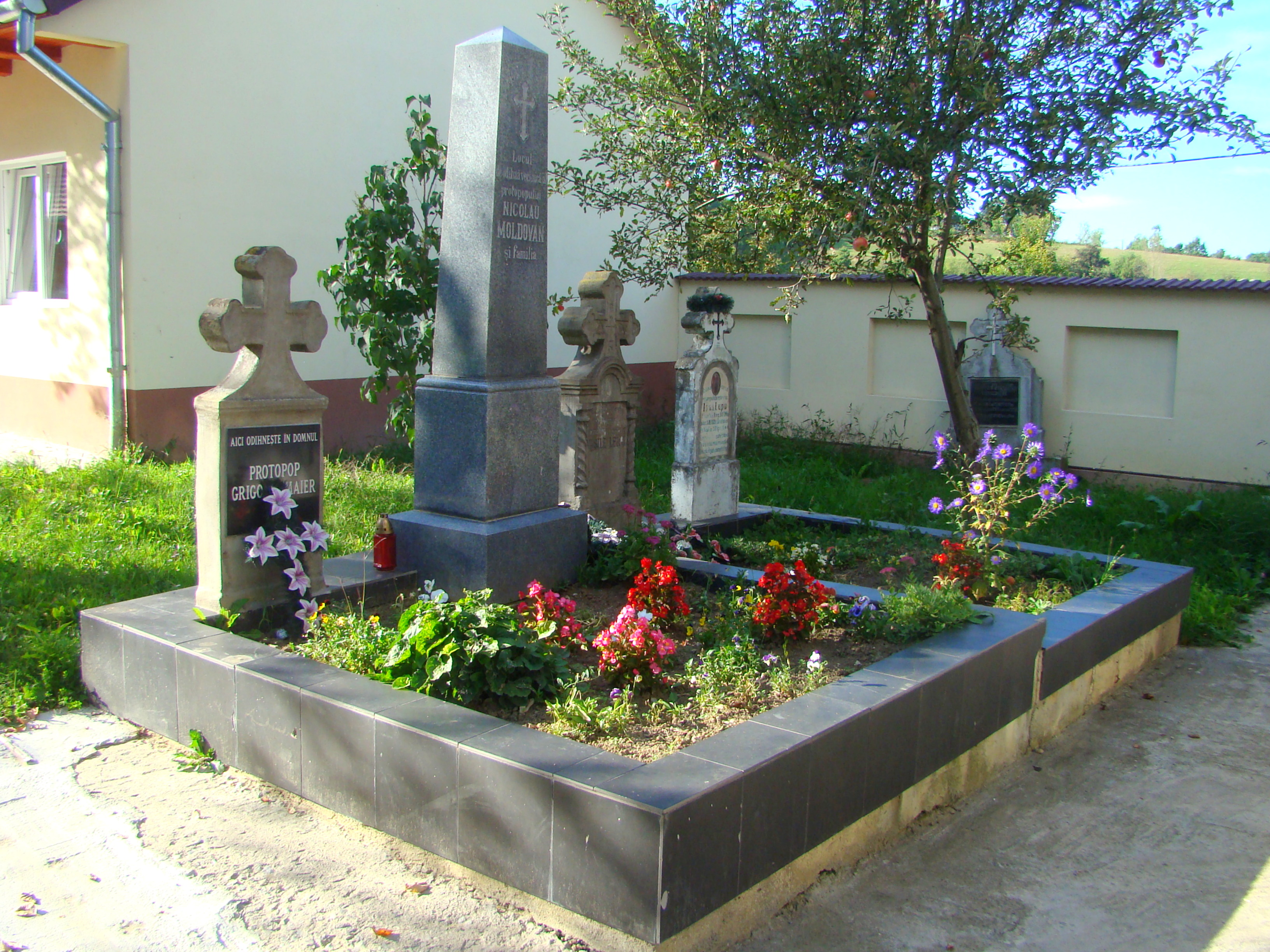
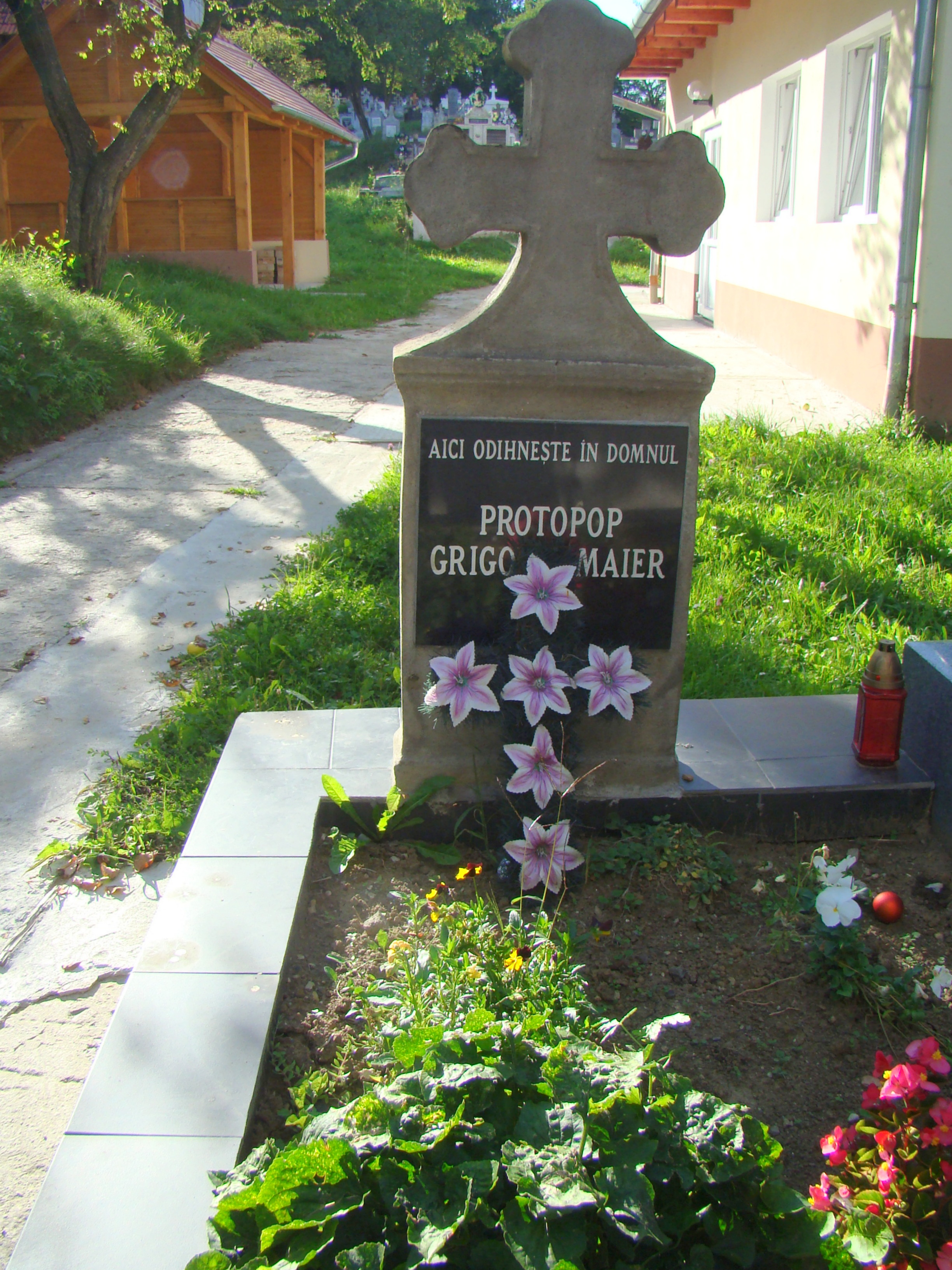
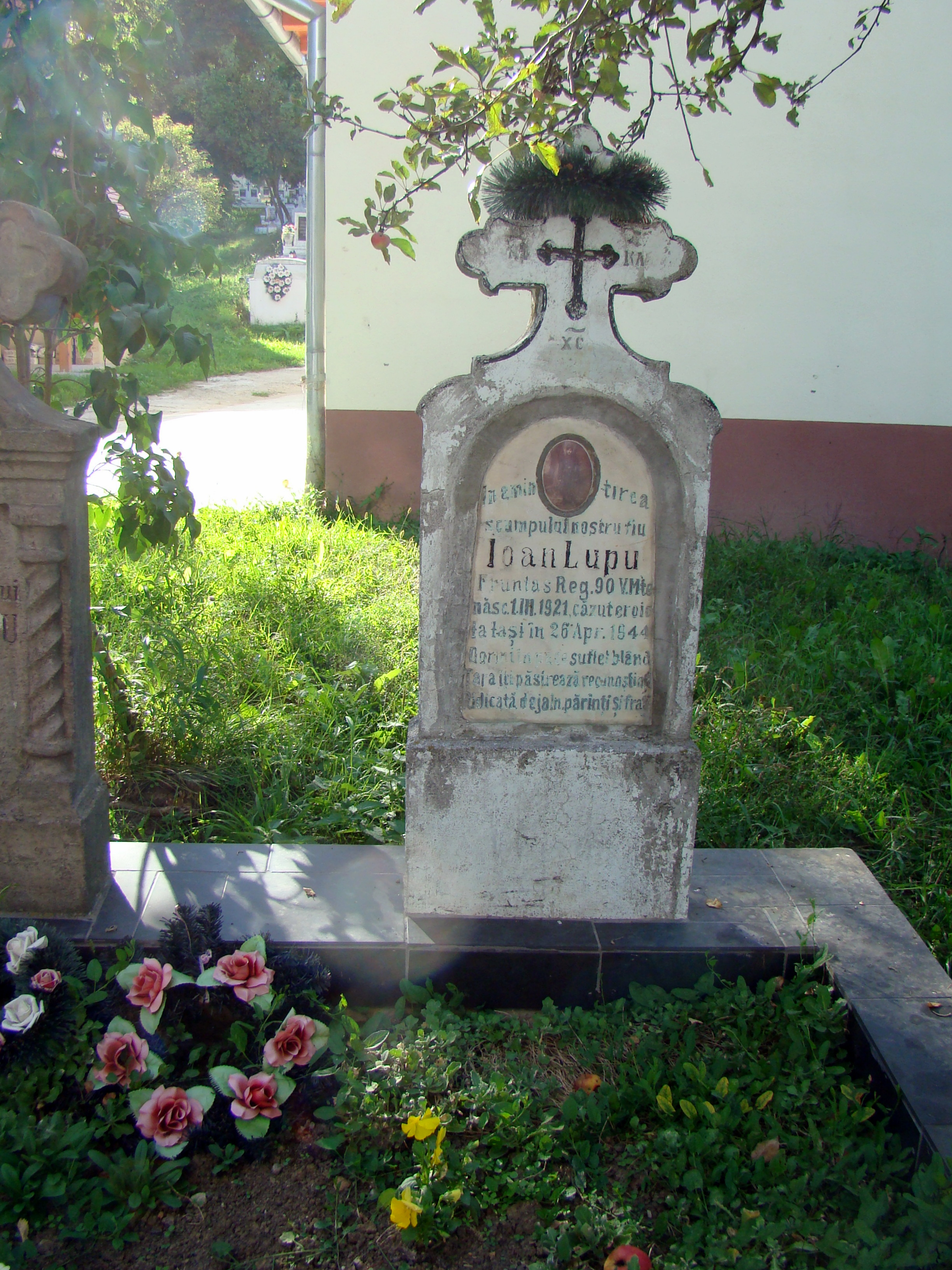
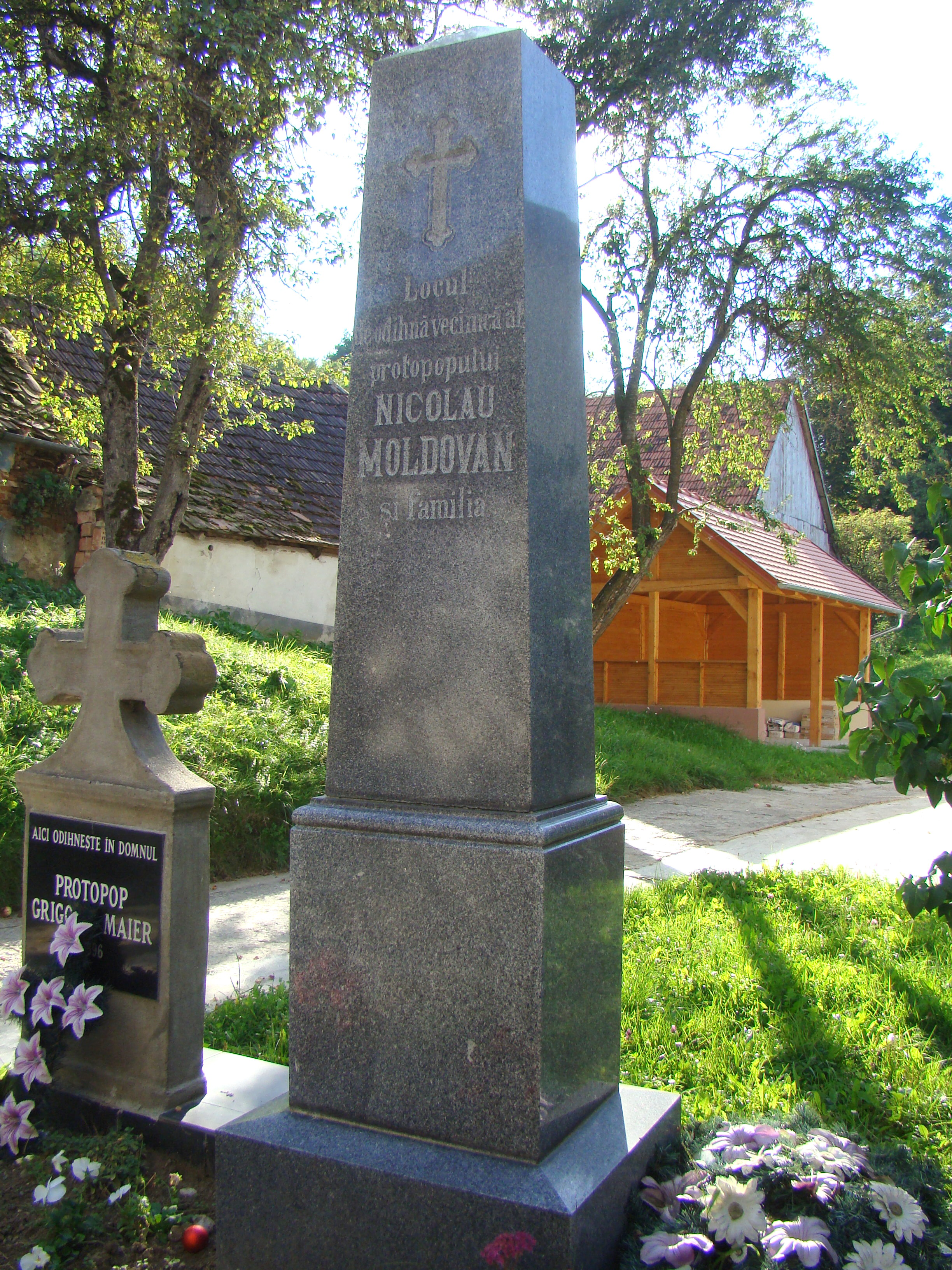
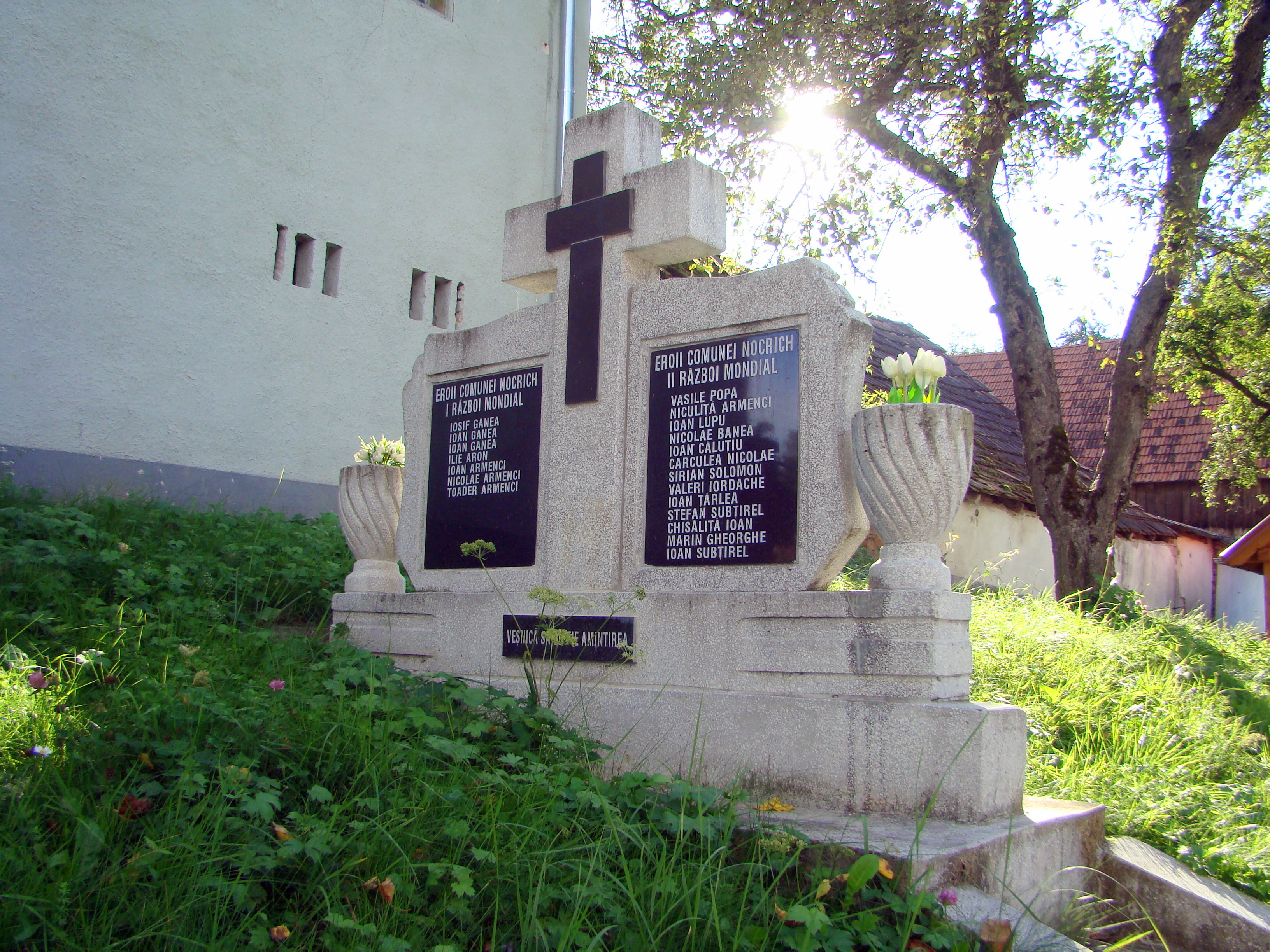
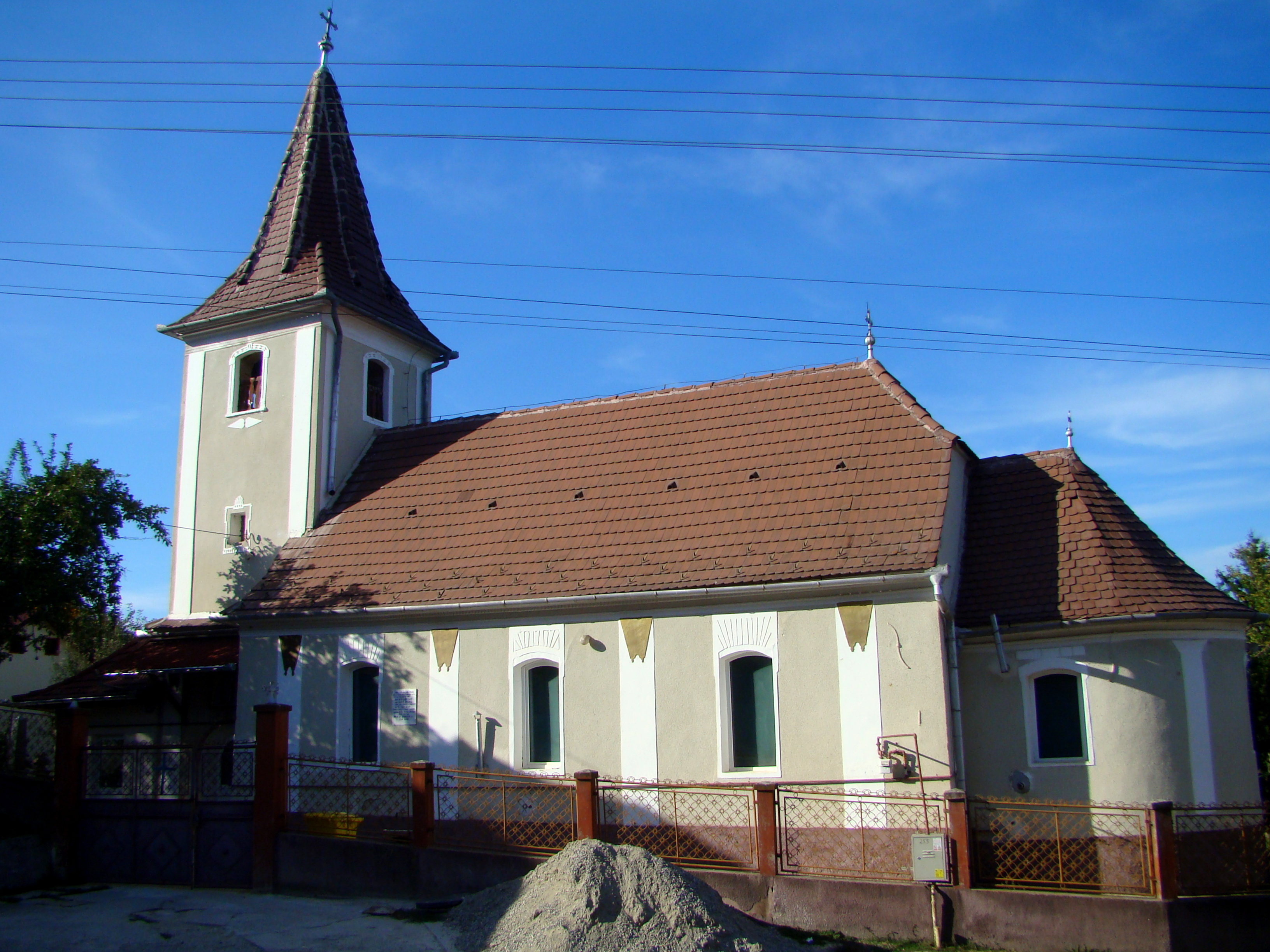
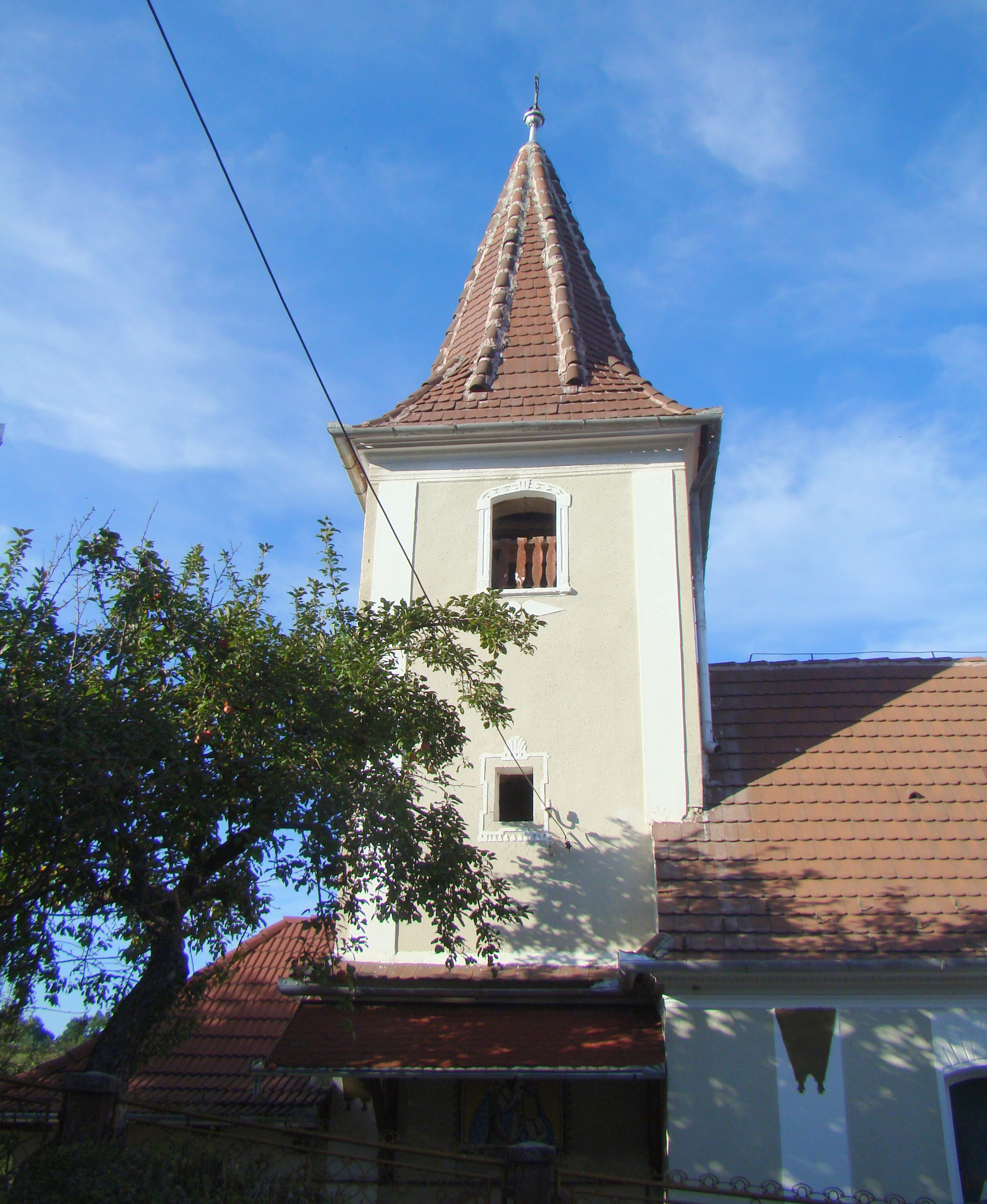
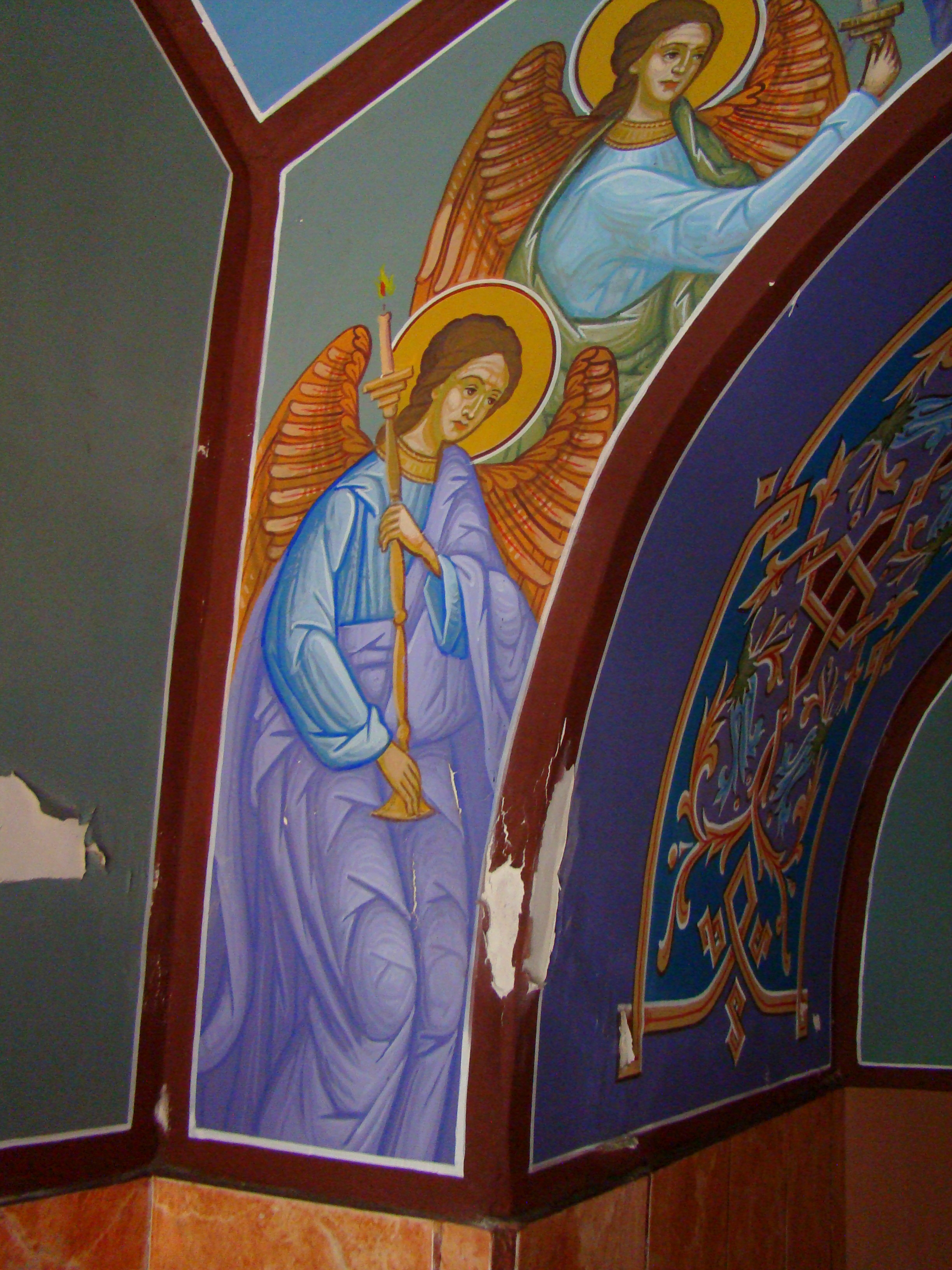
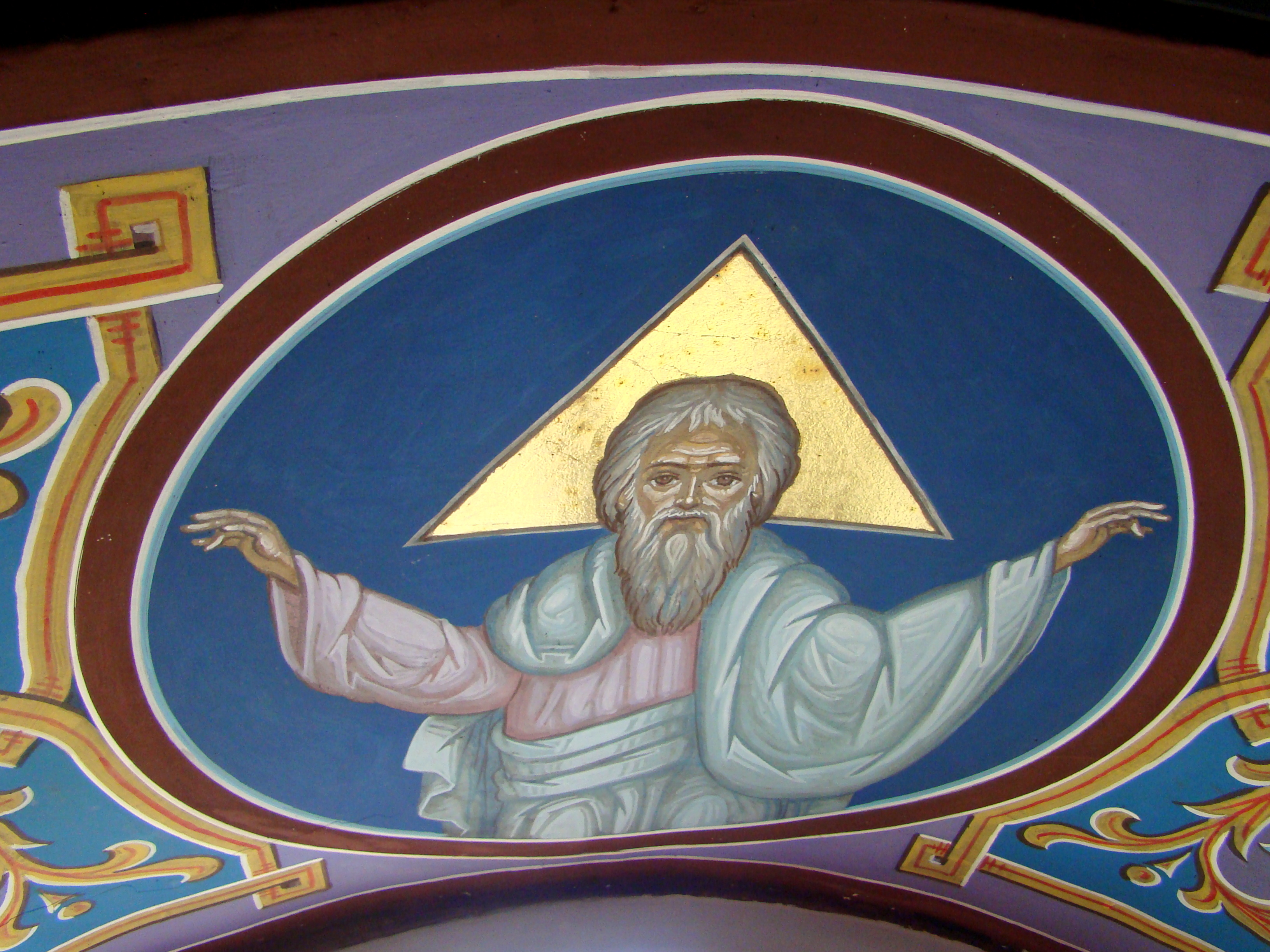
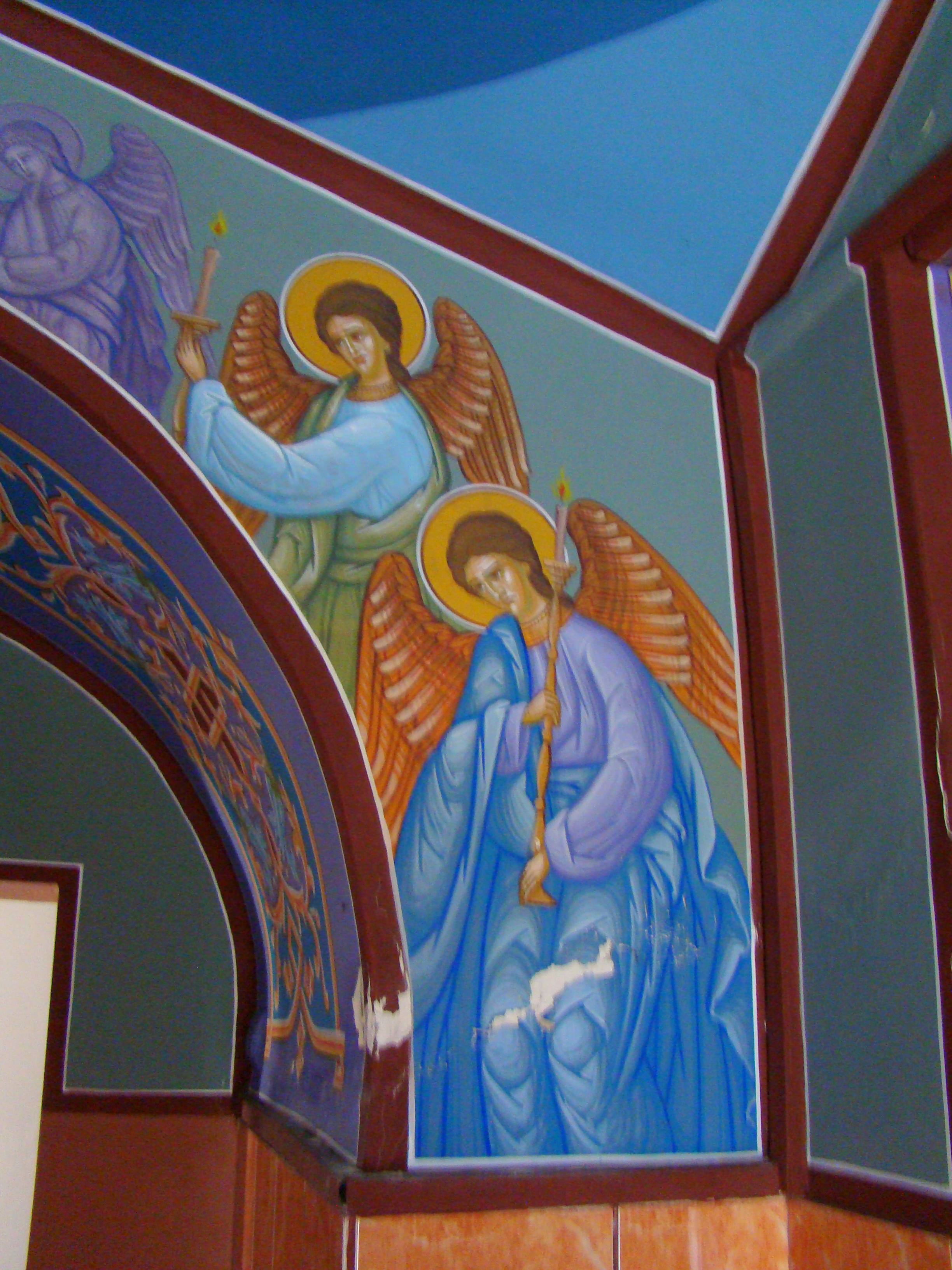
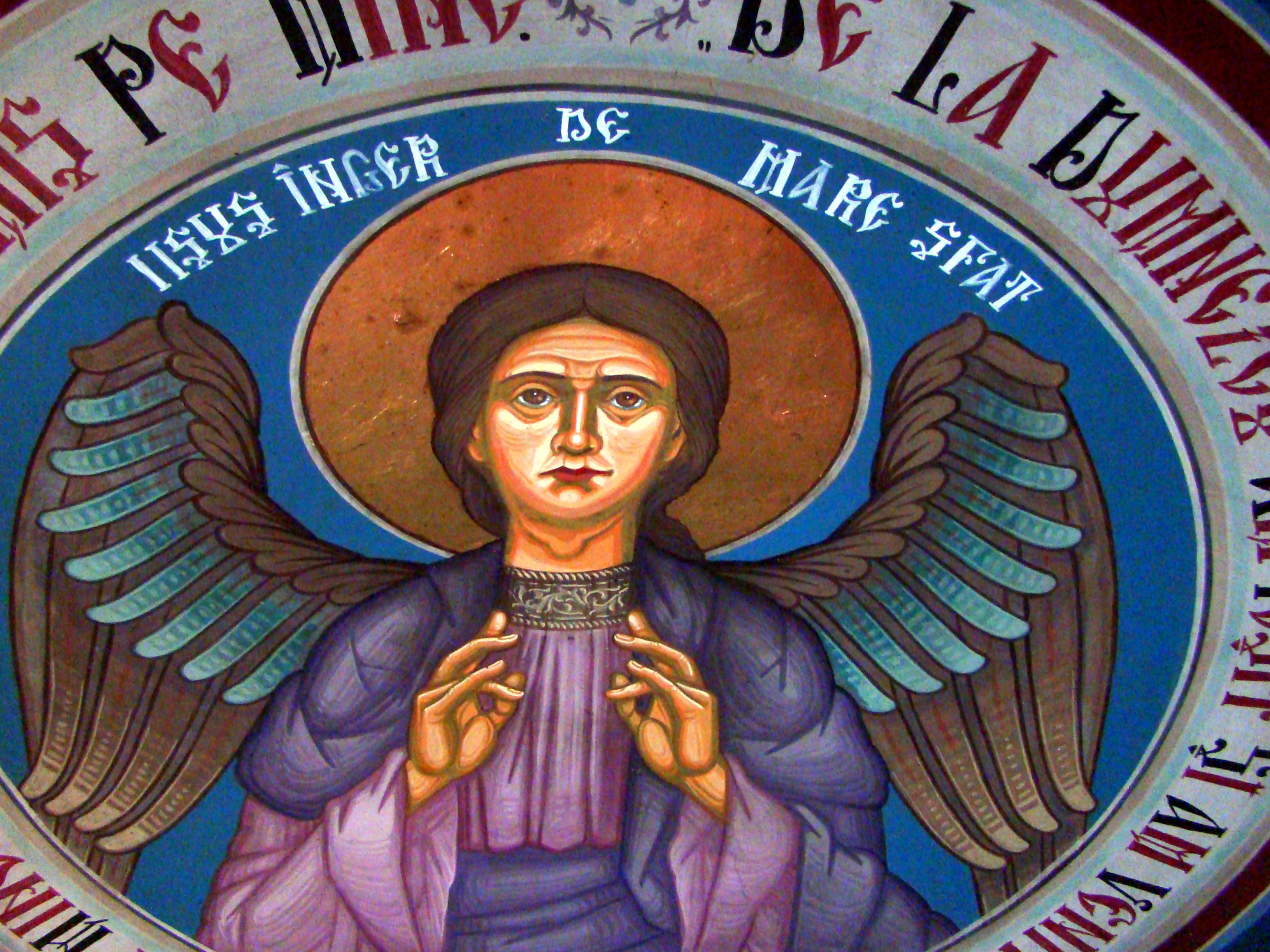
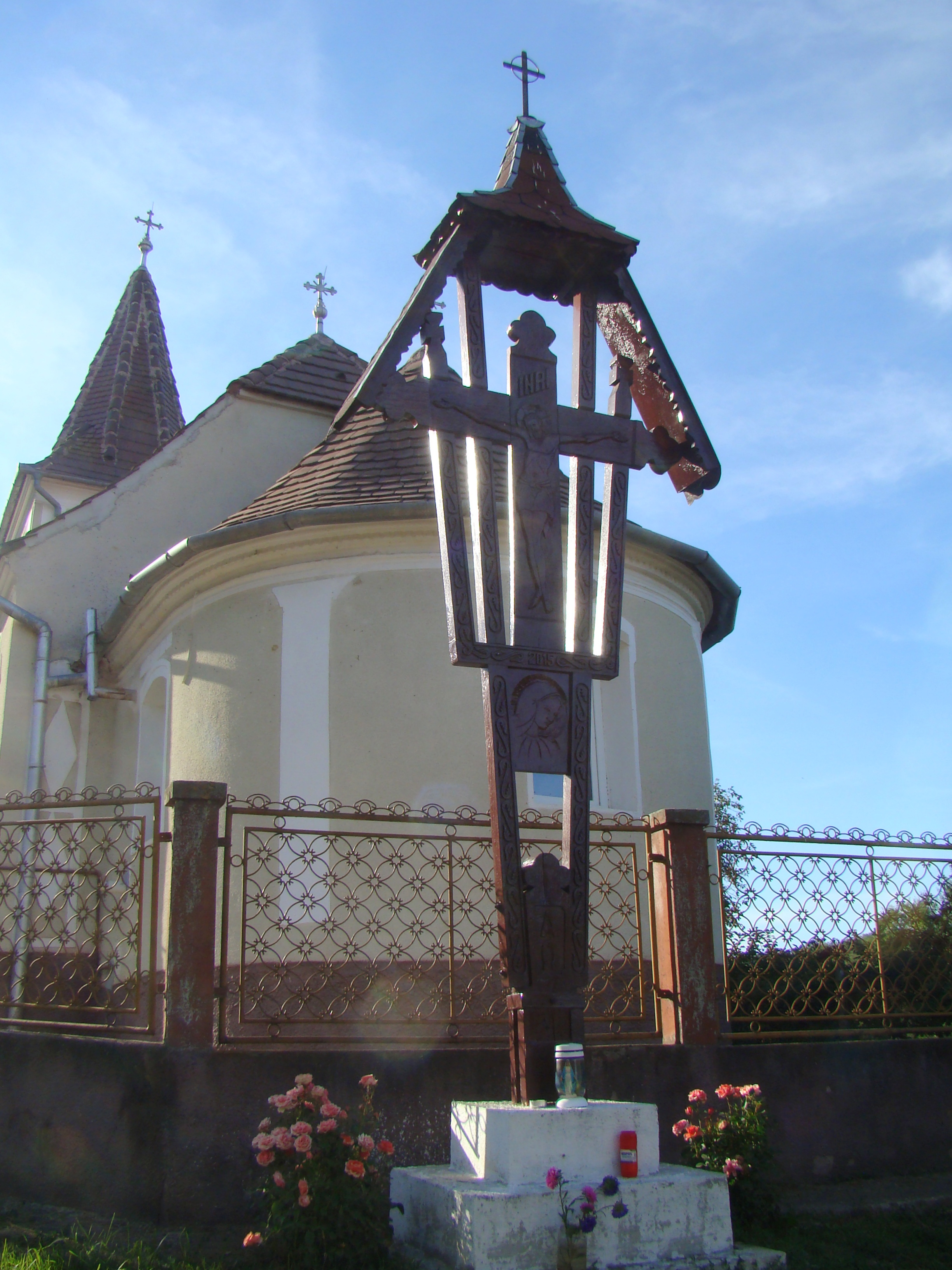
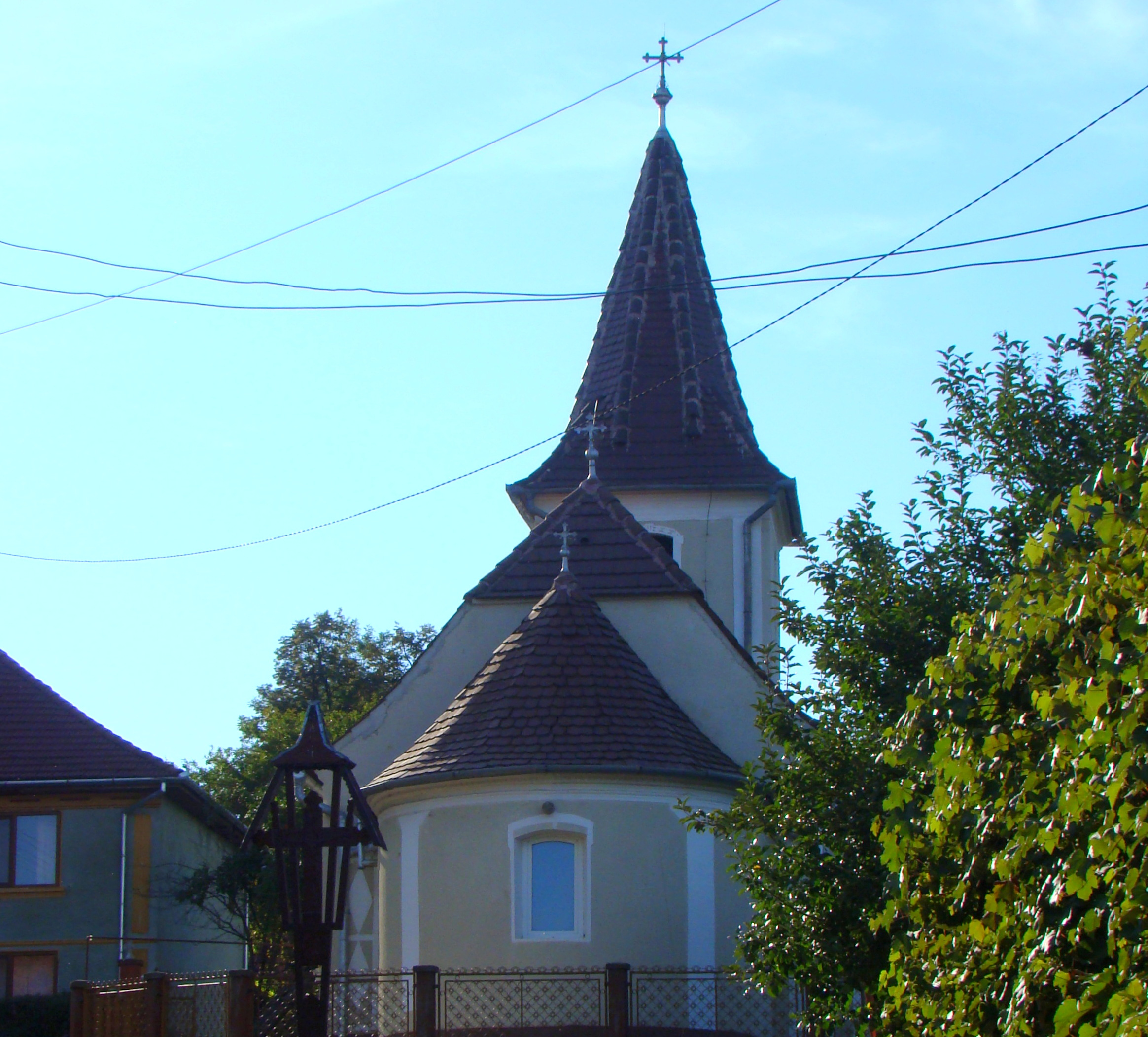
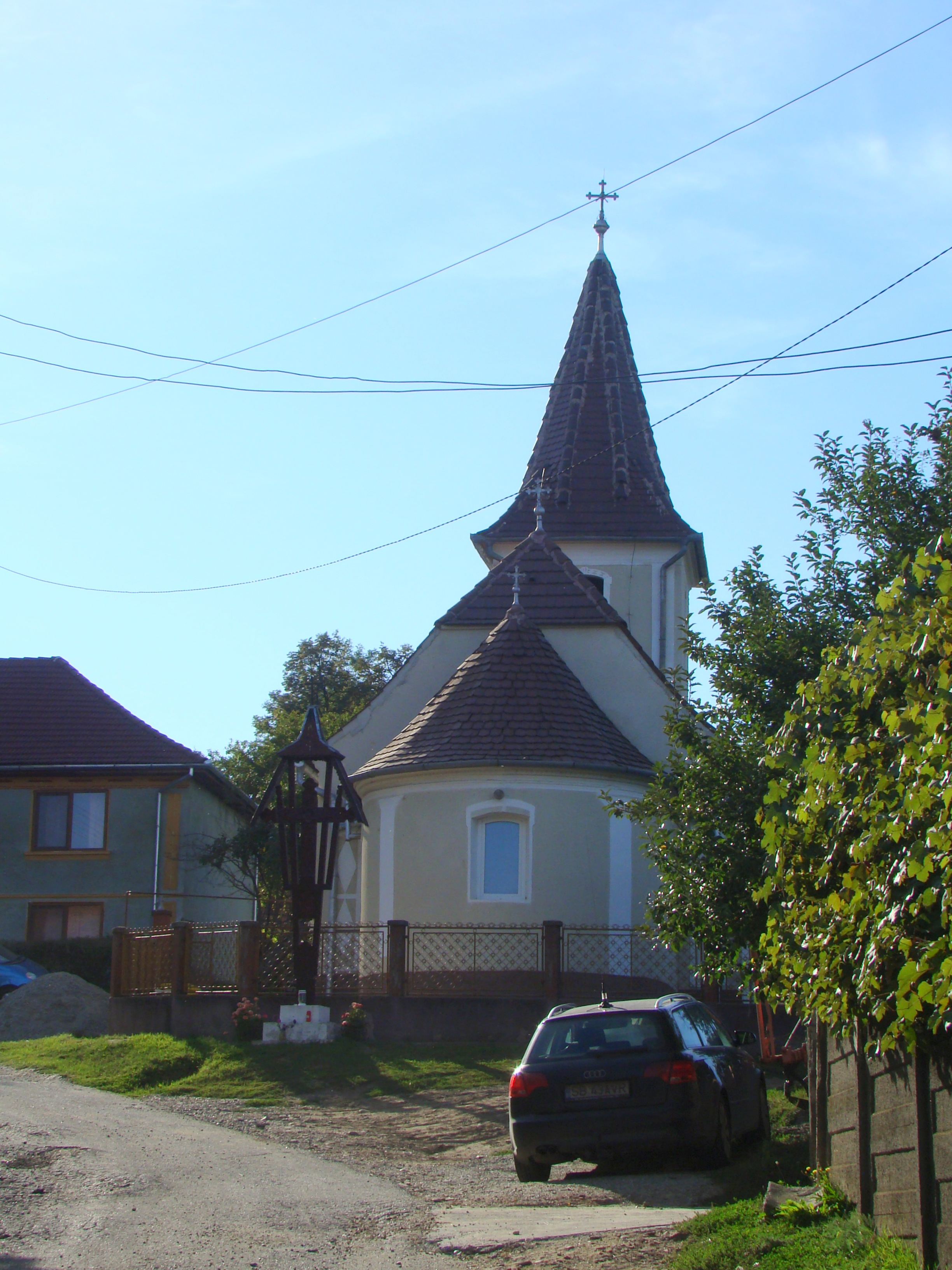
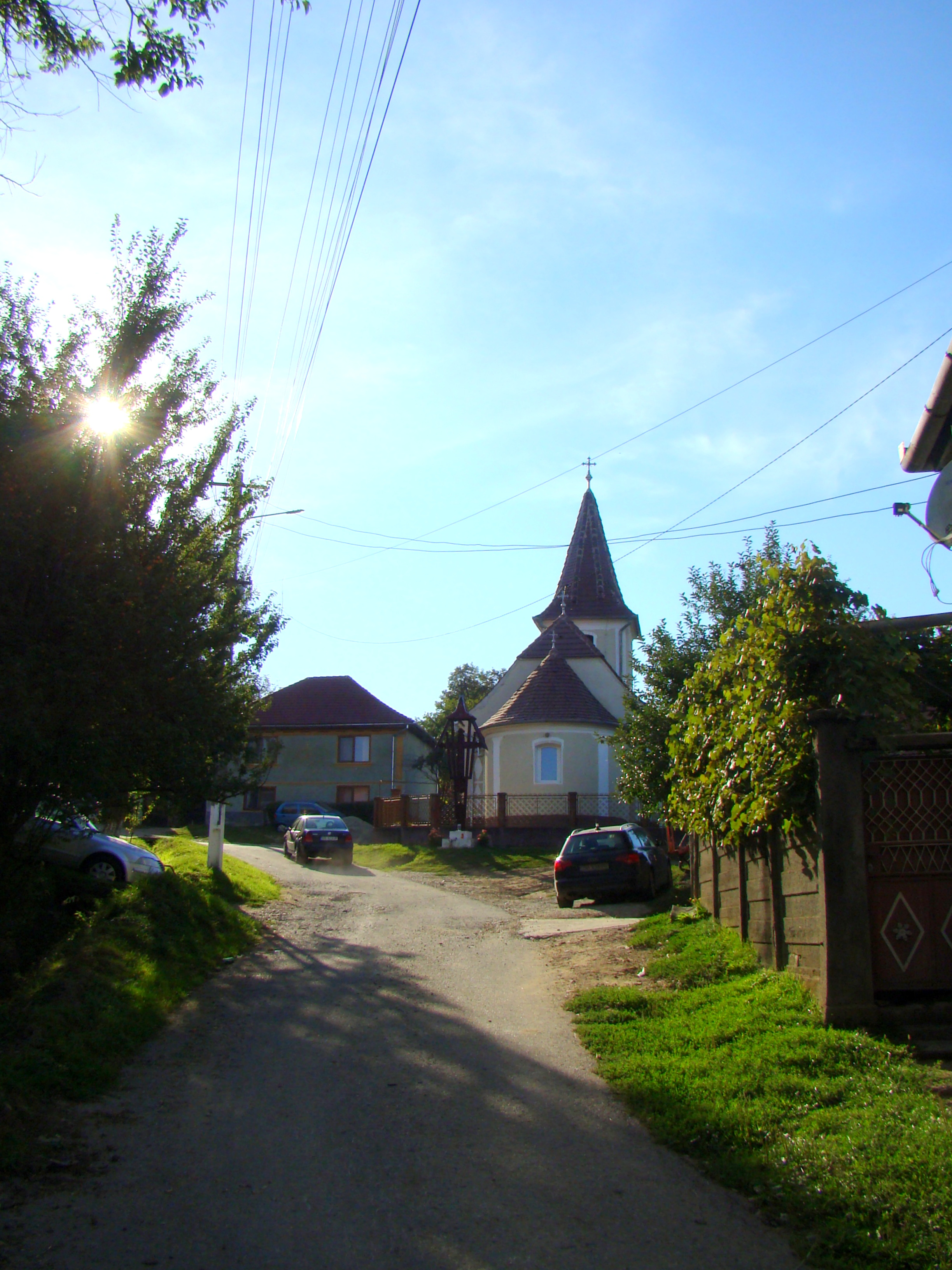

## Imagini din interior

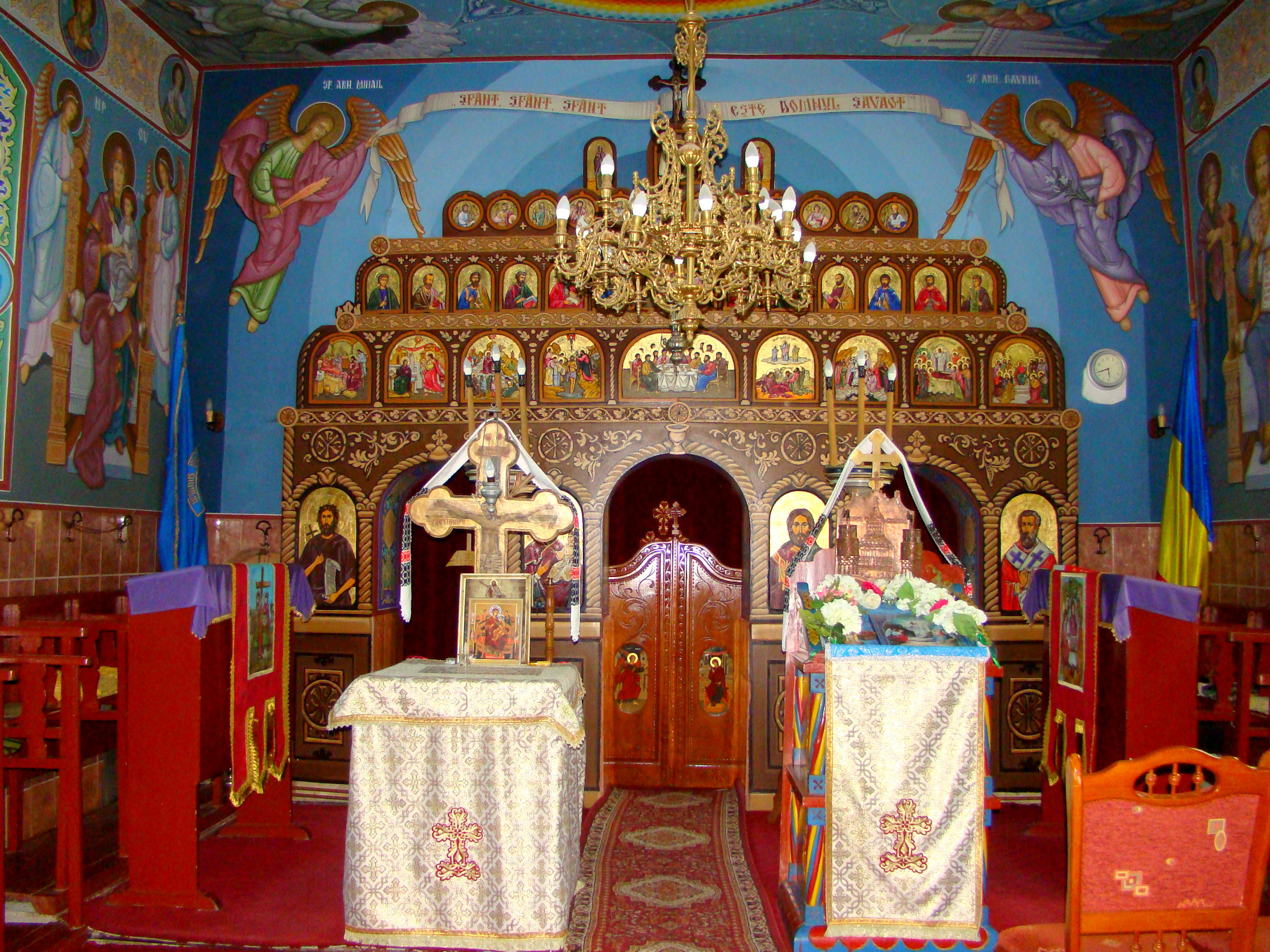
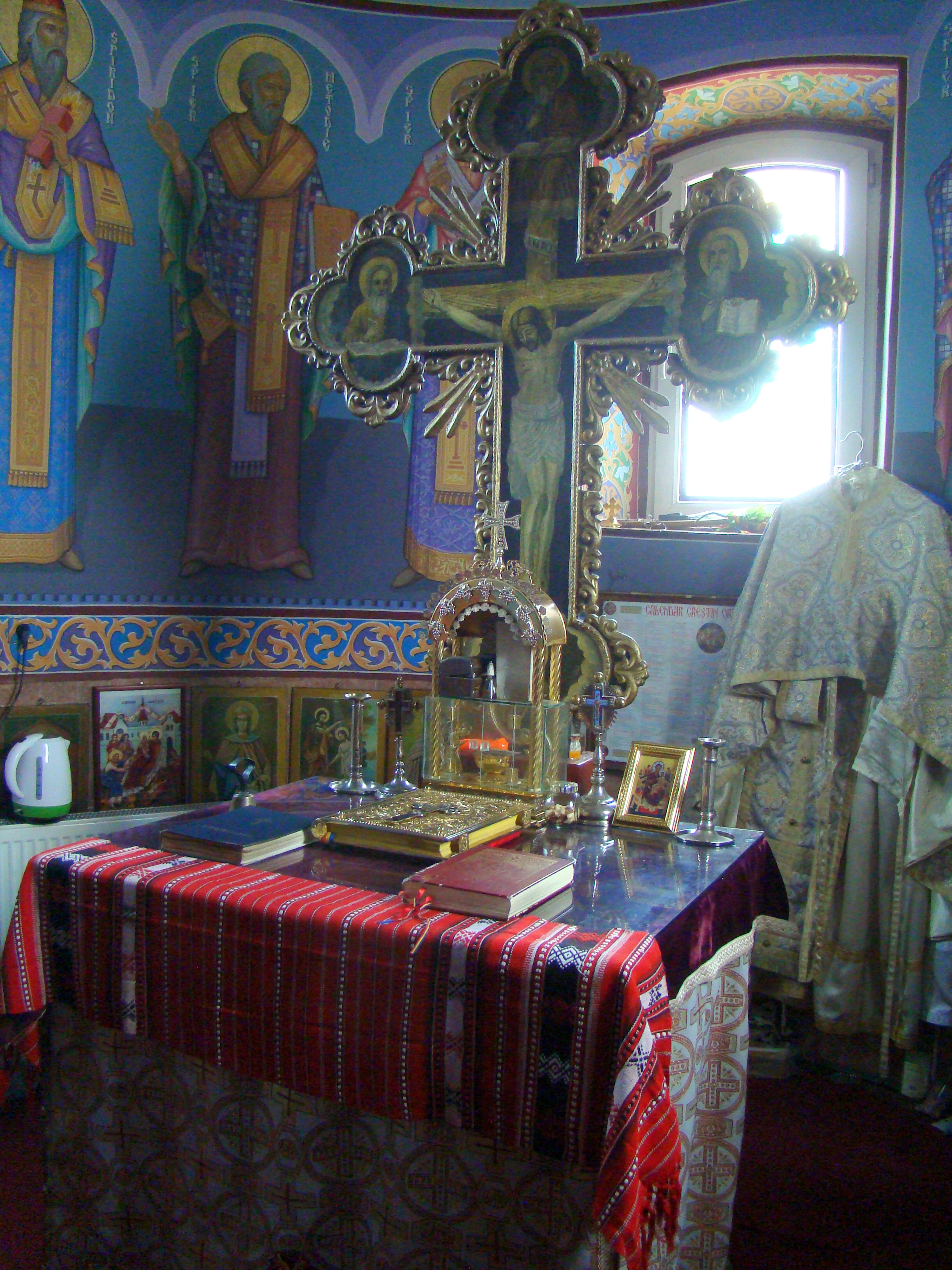
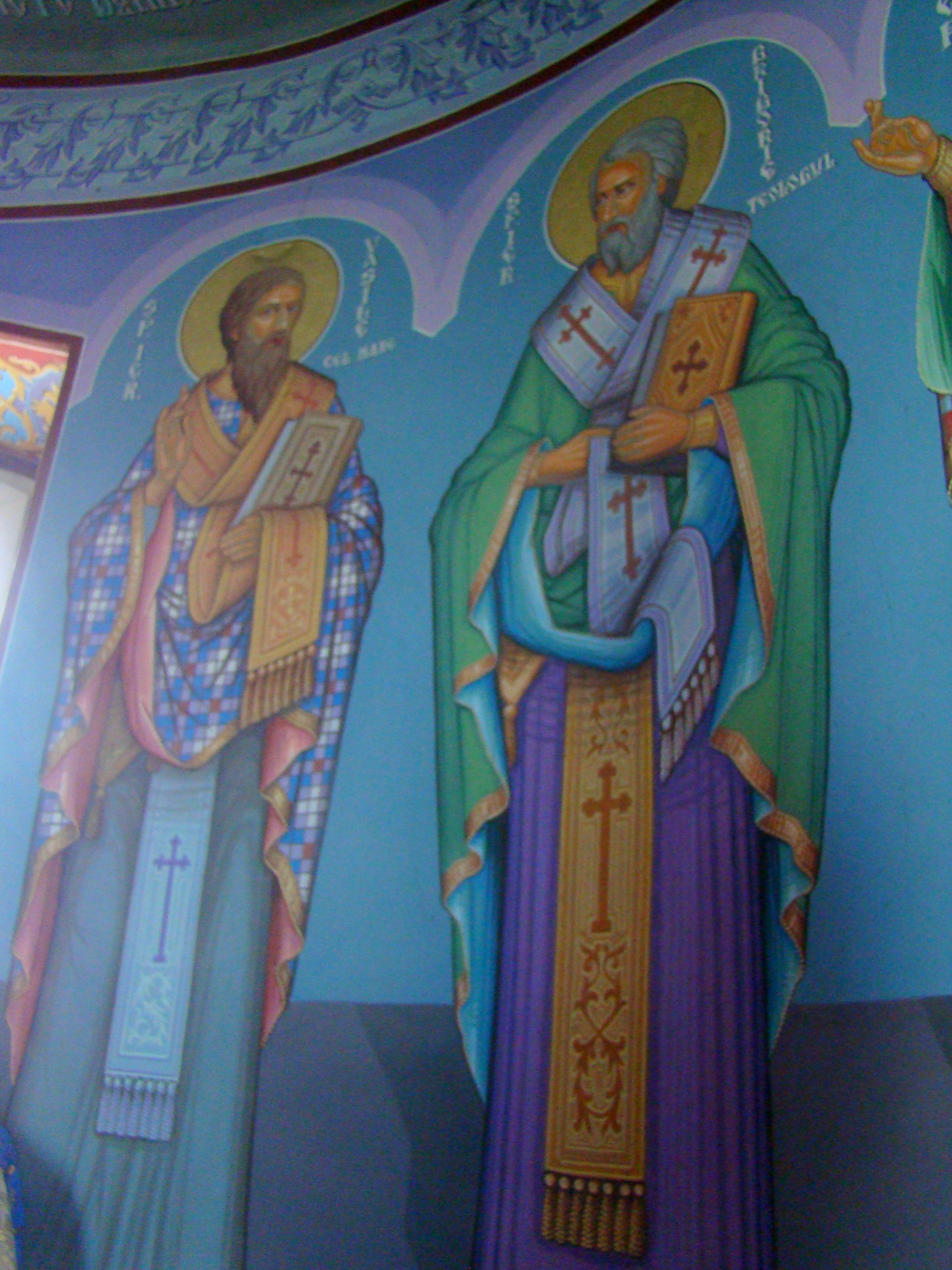
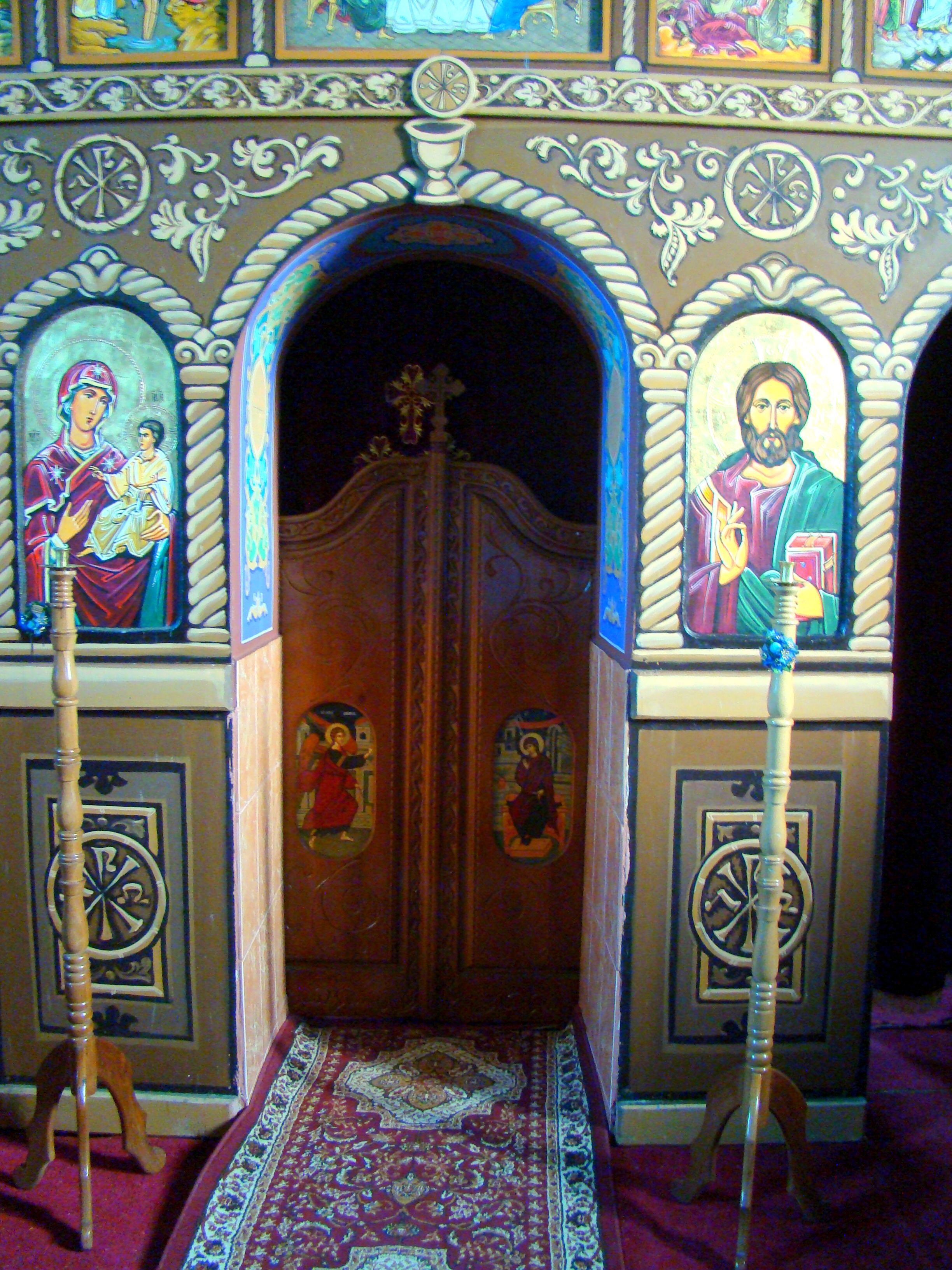
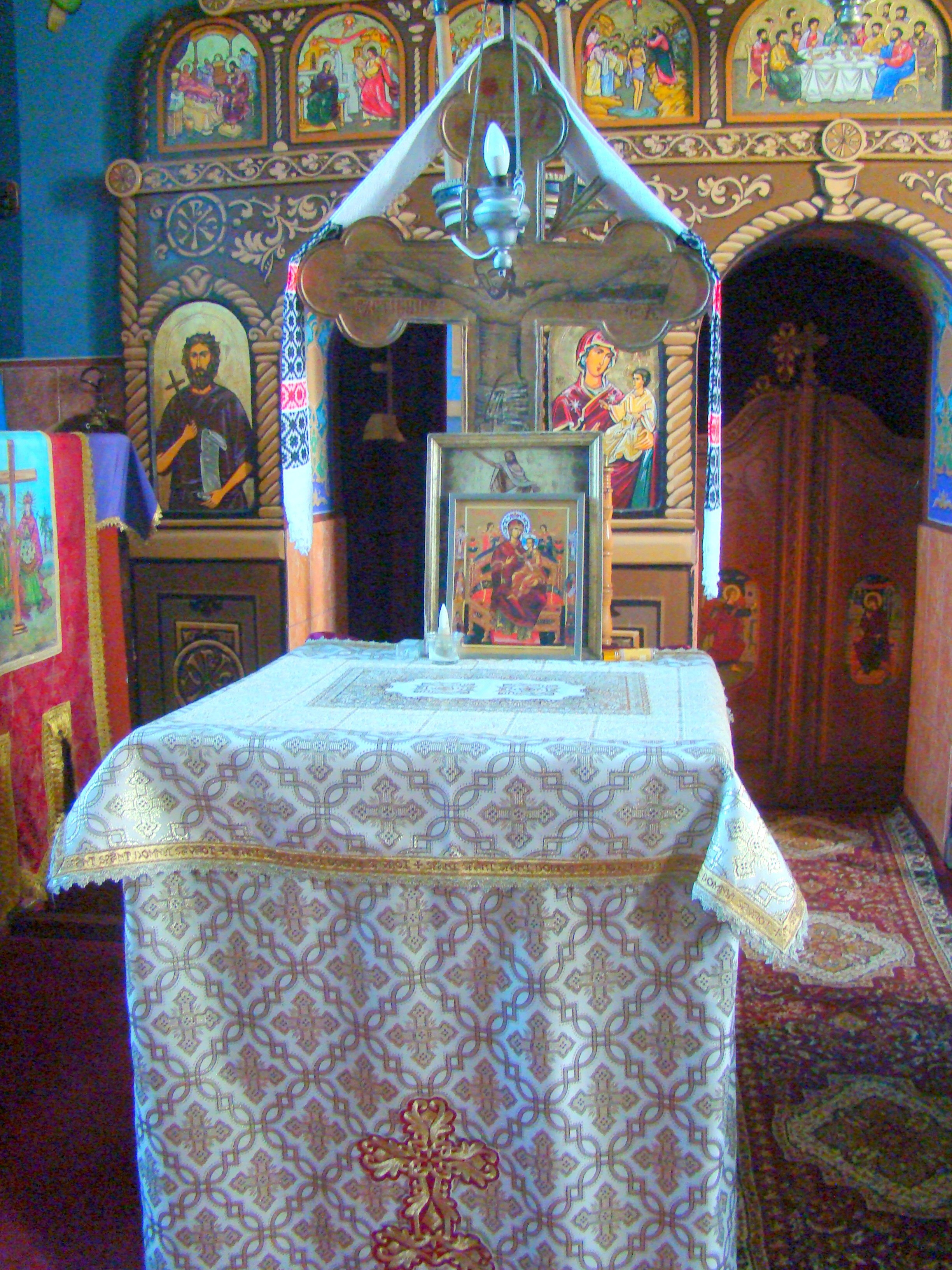
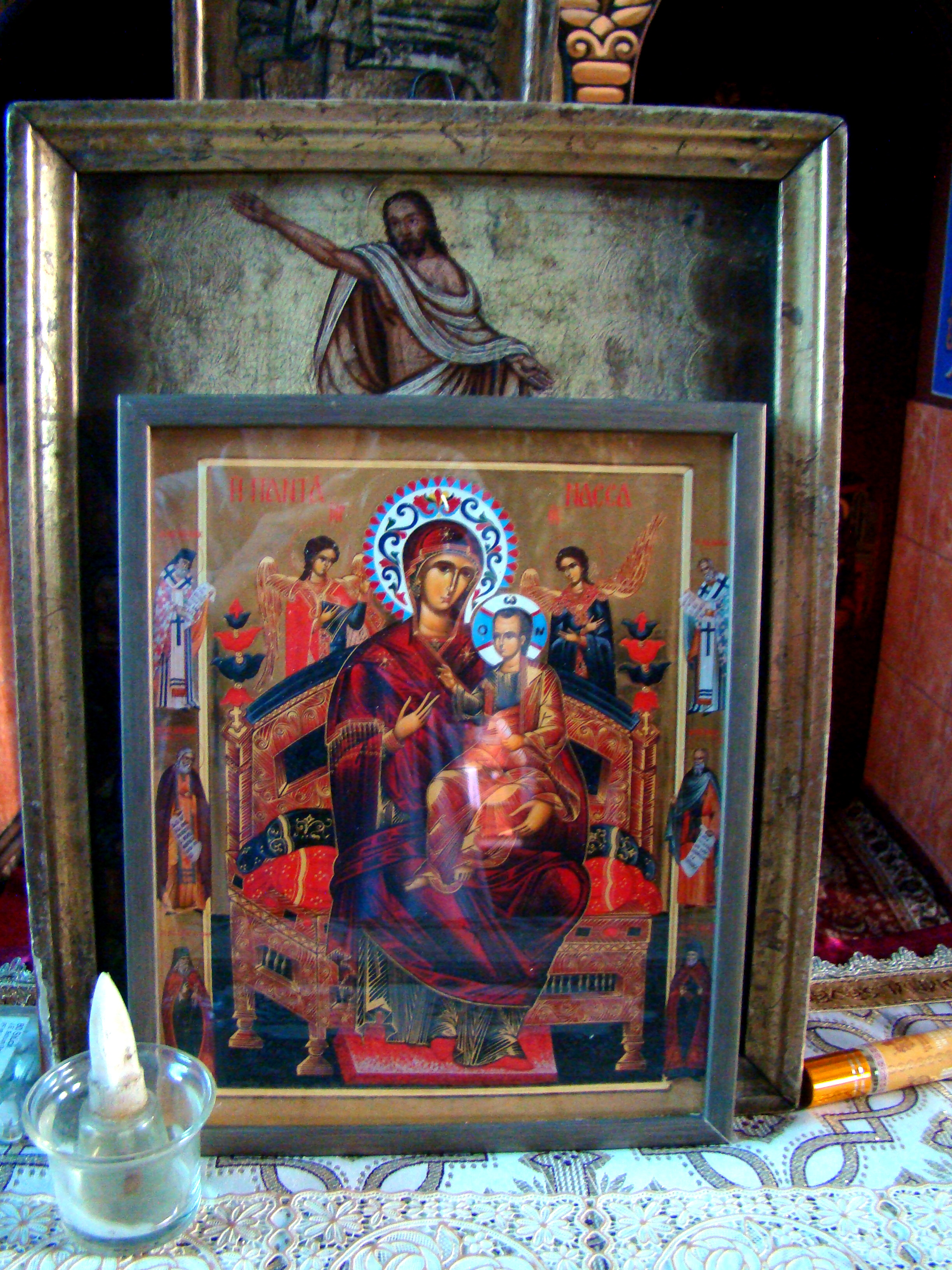
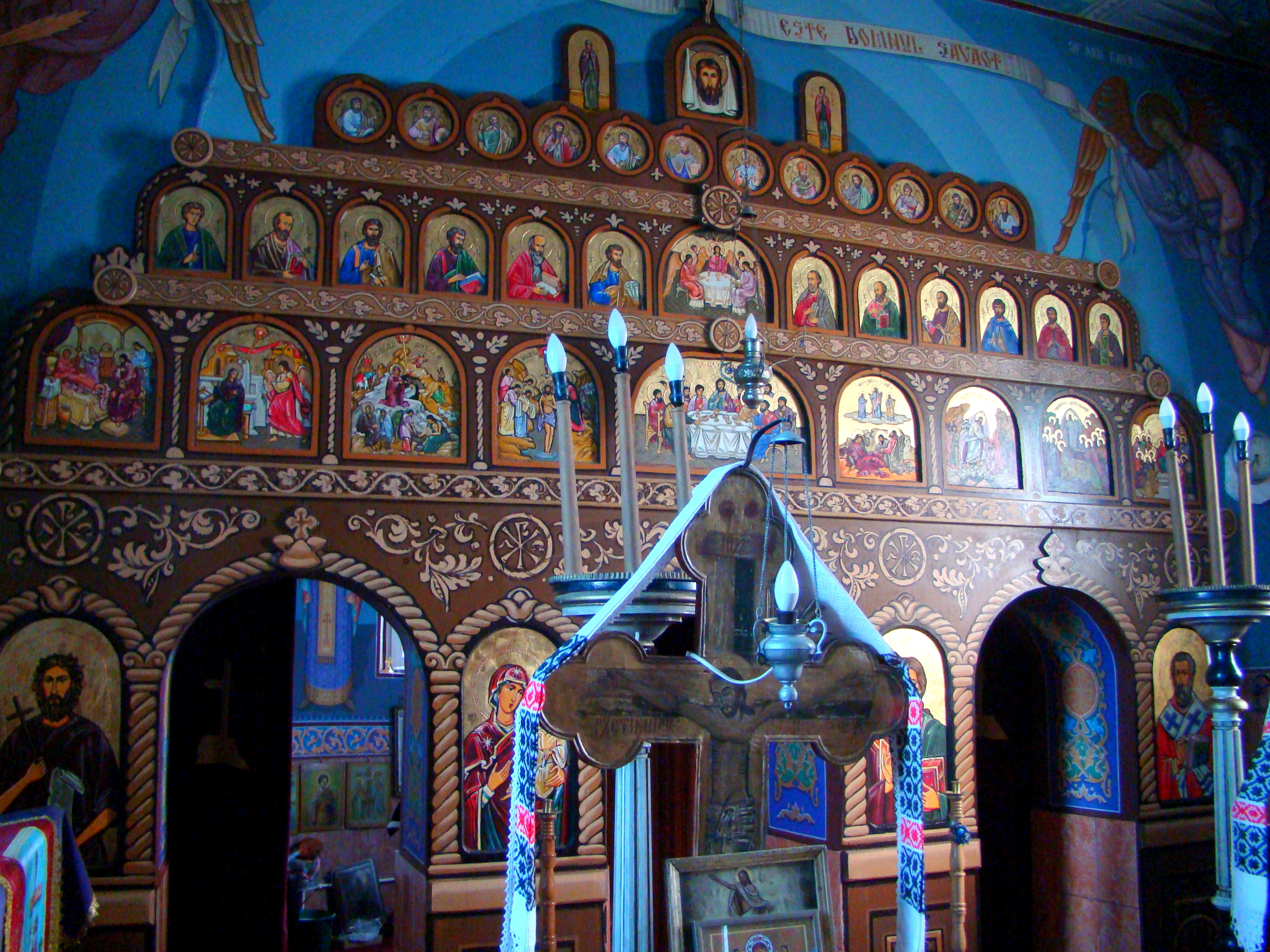
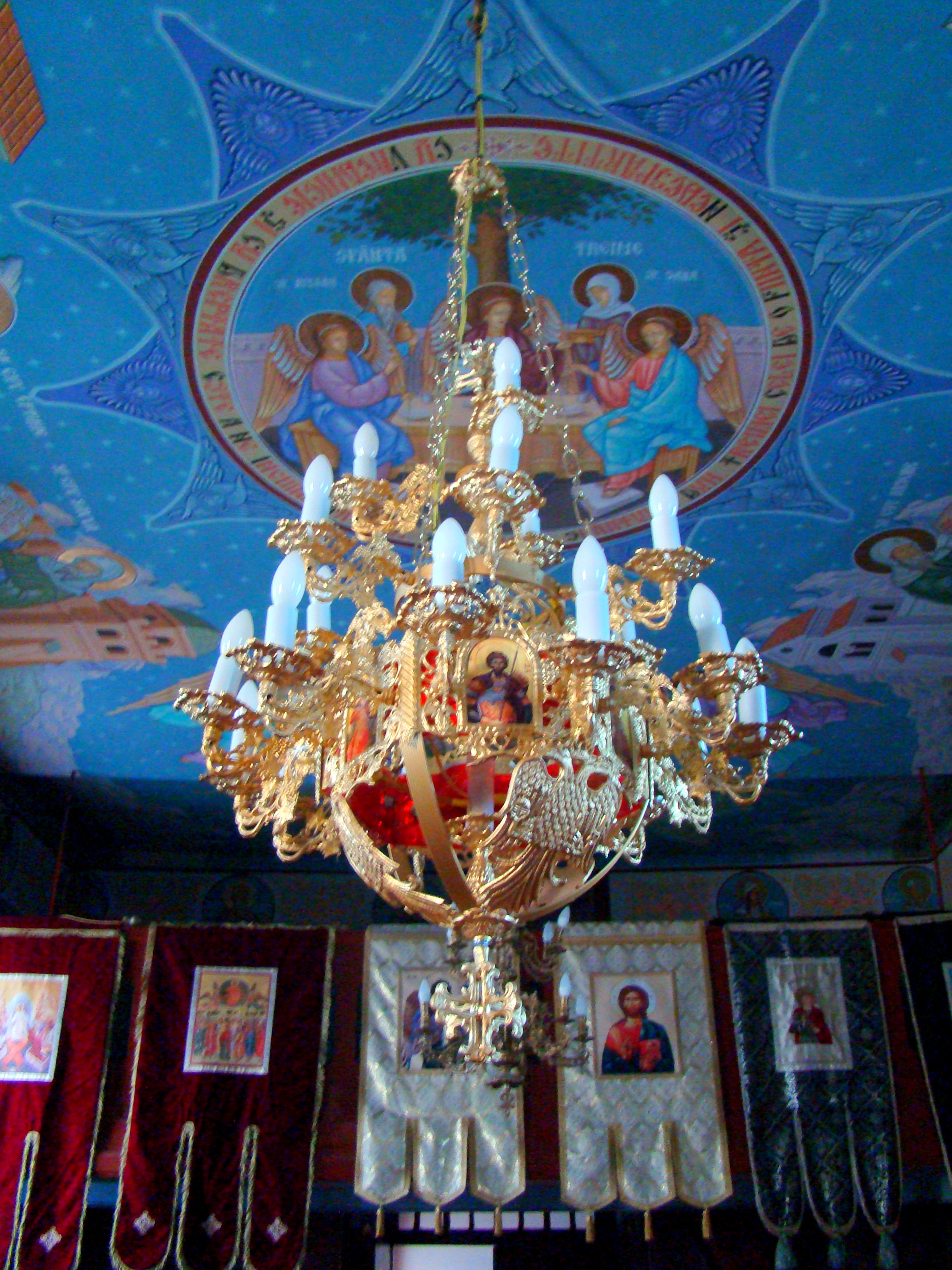
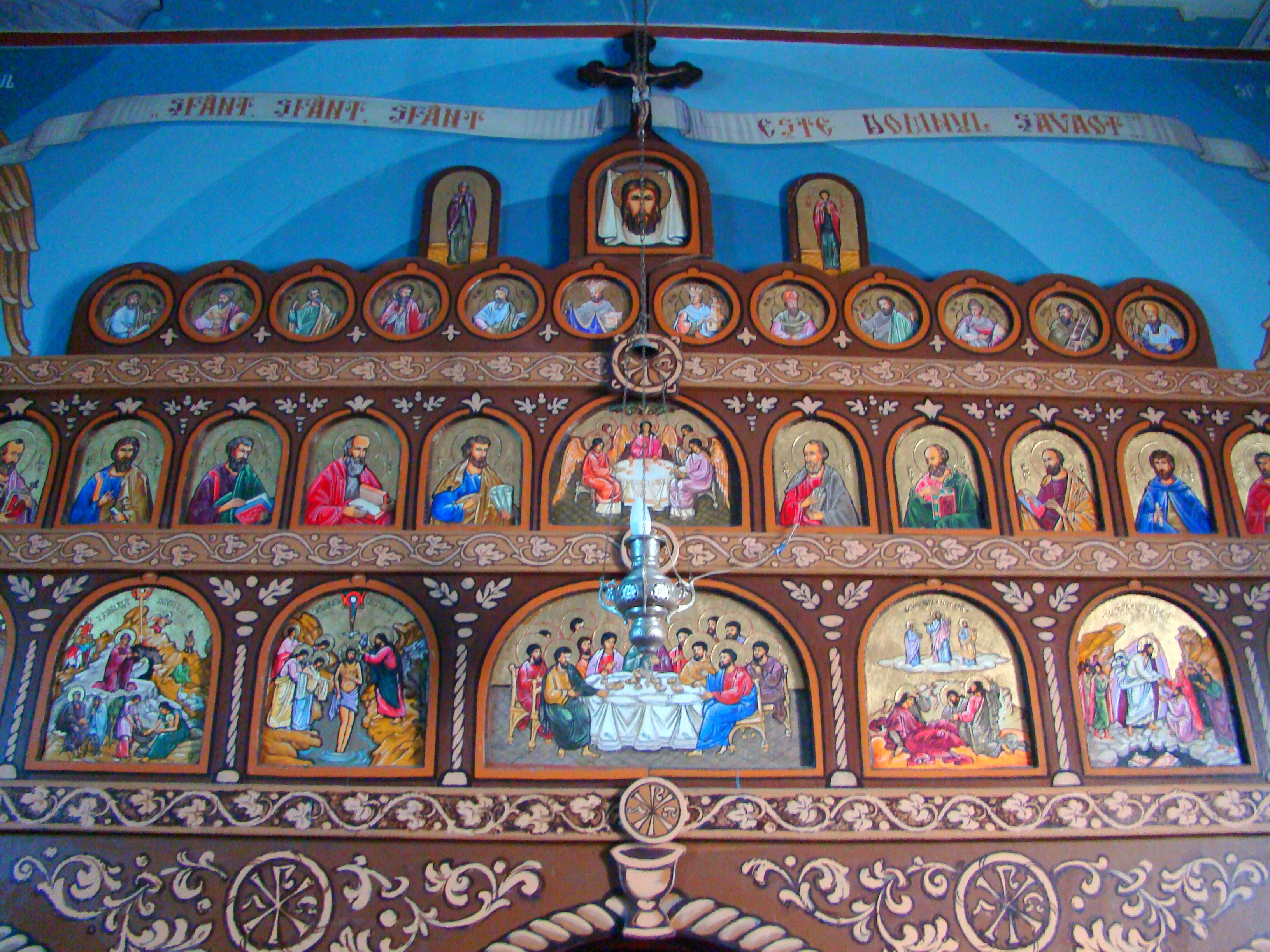
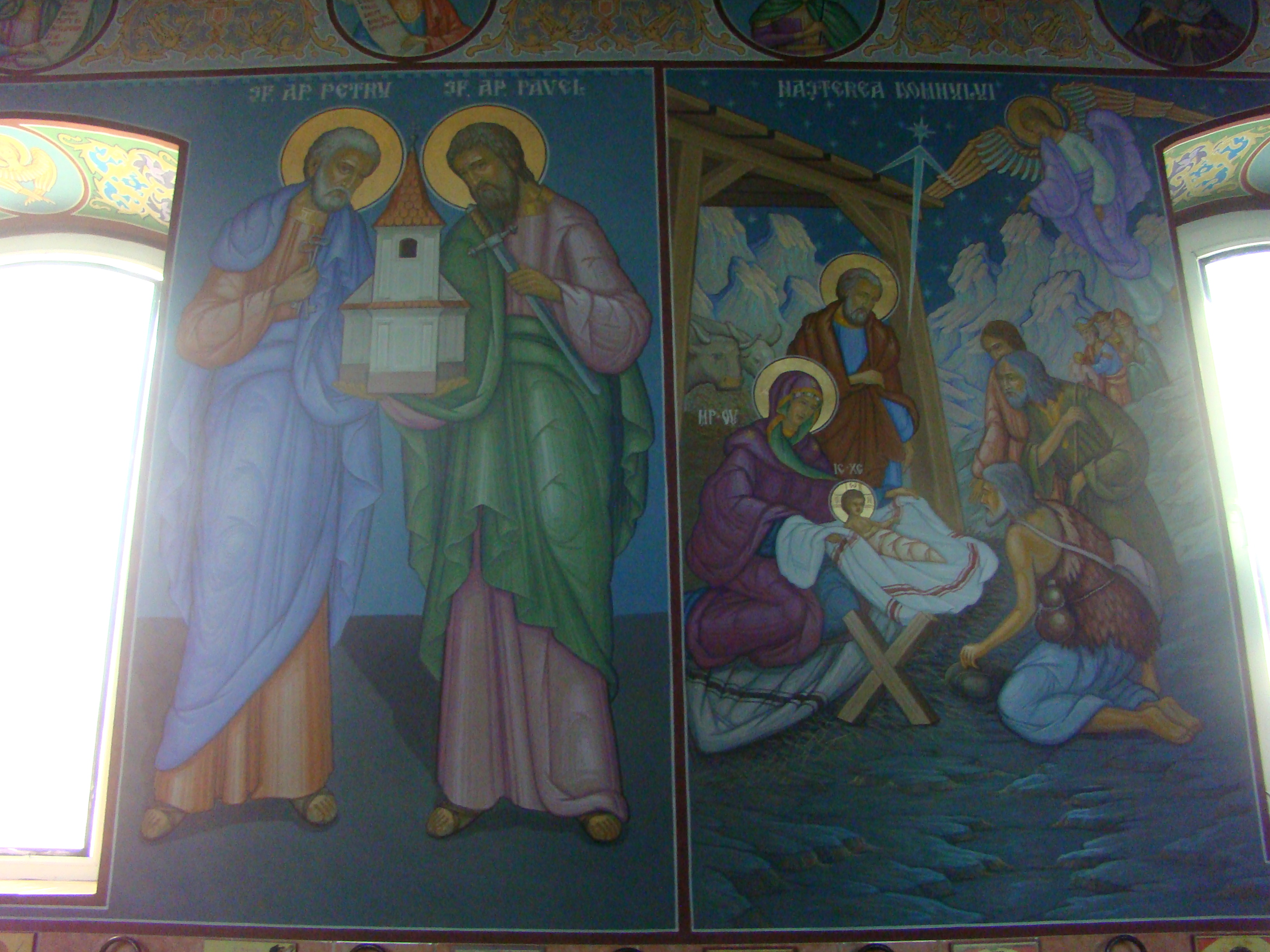
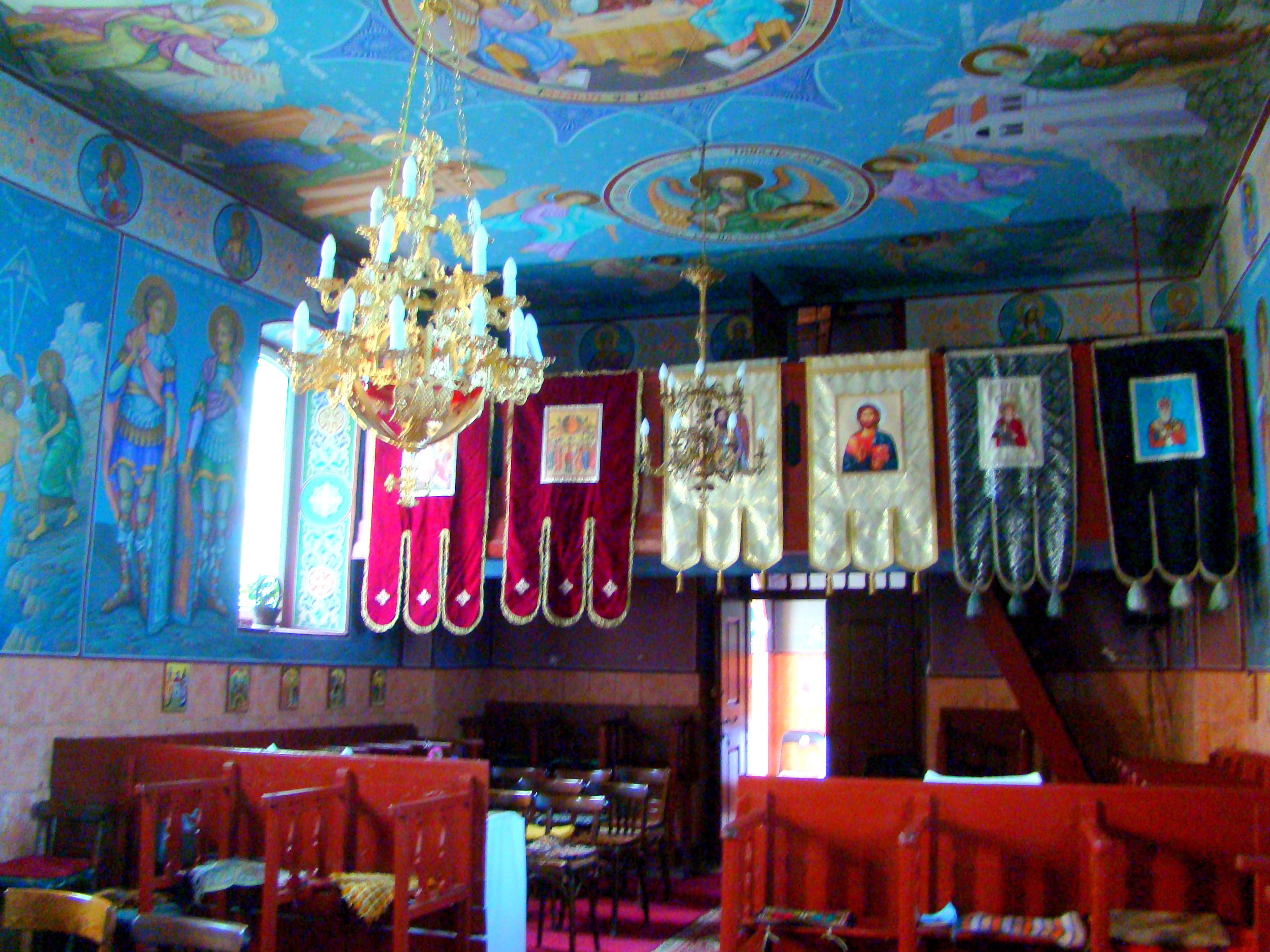

## Vezi și
- Nocrich, Sibiu